# 遊☆戯☆王の登場人物
- 遊☆戯☆王 > 遊☆戯☆王の登場人物
- 遊☆戯☆王 (アニメ第1作) > 遊☆戯☆王の登場人物
- 遊☆戯☆王デュエルモンスターズ > 遊☆戯☆王の登場人物

遊☆戯☆王の登場人物（ゆうぎおうのとうじょうじんぶつ）は、高橋和希による漫画『遊☆戯☆王』に登場する架空の人物の一覧である。アニメ版2作品『遊☆戯☆王』、『遊☆戯☆王デュエルモンスターズ』に登場したアニメオリジナルキャラクターに関しては遊☆戯☆王の登場人物 (アニメオリジナル)を参照。
担当声優はテレビアニメ第1作（テレビ朝日版、以下「第1作」） / テレビアニメ第2作（テレビ東京版、以下「第2作」） / それ以外（ゲーム、劇場版など）の順。1人のみ記載の場合は特記のない限り第2作のキャスト（文脈から判断できる場合除く）。

## 主要人物
武藤 遊戯（むとう ゆうぎ）
声 - 緒方恵美 / 風間俊介
本作の主人公。当初は気弱な性格だったが、友達や家族を思いやる優しさと勇気の持ち主。
千年パズルの所持者となり、たくさんの仲間やライバルとの出会いとデュエルを通じて、人間として少しずつ成長していく。
闇遊戯（やみゆうぎ） / アテム
声 - 緒方恵美 / 風間俊介（乳児期：長浜満里子） / 鯨井康介（TAG FORCE SPECIAL）
千年パズルに眠っていた古代エジプトのファラオの魂が遊戯に宿った姿。

真崎 杏子（まざき あんず）
声 - かかずゆみ / 齊藤真紀
8月18日生まれの獅子座、身長165cm、体重47kg、血液型O型、好きな食べ物：ラーメン、嫌いな食べ物：とろろ
遊戯とは小学校の頃からの幼馴染。童実野高校1年生→高校2年生→高校3年生。一人称は「私」「あたし」。
少しお転婆で気が強いが繊細で面倒見が良い。特技はダンスで卒業後はニューヨークに渡り、ダンサーになるのが幼い頃からの夢。バストは80の大台でスタイルもかなり良く、遊戯とデートで遊園地のプールに泳ぎに行った際にセクシーなビキニ姿を披露したこともある。城之内と本田が遊戯をいじめていた頃は仲が悪かったが2人が遊戯と和解してからは彼らとも親友になる。
脱獄囚が立てこもったハンバーガー店で闇遊戯に助けられてからは闇遊戯に恋心を抱くようになるも闇遊戯の姿を目撃してはおらず、DEATH-T編でその存在を初めて知った。また、遊戯のことも異性として気にしている節が見られる。
渡米のための資金稼ぎとしてアルバイトに勤しんでおり、最初はバーガーワールドで働いていたが、痴漢を行った客を殴り飛ばしたためにクビになった。その後は海馬ランドでバイトを始めるようになり、DEATH-Tでは遊戯たちと行動を共にすることになる。
作者によれば、原作終了後はダンスの勉強のためにアメリカへ渡ったとされ、原作のその後を描いた劇場版では遊戯たちに見送られながら実際に旅立つ姿が描かれた。
英語版での名前はTéa Gardner。
第1作
バーガーワールドでのバイトをやめた理由は「脱獄囚事件の影響で休業になった」とされ、海馬ランドでの新たなバイトは描かれなかった。その代わり、劇場版では海馬コーポレーションが立ち上げた「デュエルモンスターズセンター」でアルバイトを行っている。
闇遊戯の存在を確信するDEATH-T編以前の話である狐蔵乃事件で遊戯と闇遊戯が同一人物ではないかと考え始め、遊園地での爆弾事件を経て、遊戯の仲間では最初に闇遊戯の存在を確信することになった。
第2作
原作でのデュエルは「決闘者の王国（デュエリストキングダム）編」（以下「王国編」）開始時の城之内とのデュエルのみだったが王国編での舞、乃亜編でのペンギン・ナイトメア（大瀧）とのデュエルも描かれ、いずれも勝利している。カードは魔法使い族と天使族を主体としており、遊戯以外で「ブラック・マジシャン・ガール」を使用した唯一のデュエリストでもある。
幼い頃、父親の仕事の都合で世界を転々しており、中学時代にニューヨークに居た頃、ミュージカル『ブラック・マジシャン・ガール 賢者の宝石』に感動し、ダンサーを志すようになったとされたことが乃亜編で語られた。また、乃亜編での対戦相手の大瀧が集めた資料によると成績優秀でスポーツ万能だが「ゴミをポイ捨てしたこと12回」「水の出しっぱなし35回」「電気の消し忘れ62回」とのこと。

城之内 克也（じょうのうち かつや）
声 - 森川智之 / 高橋広樹（幼少期：長浜満里子）
遊戯のクラスメイトである元不良。短気だが、遊戯たちや妹の静香のためなら恐れず危険に立ち向かう優しく熱い性格。
当初は遊戯を見下していたが和解後は無二の親友となり、デュエルを始めてからは真のデュエリストを目指すようにもなる。

孔雀 舞（くじゃく まい）
声 - 寺田はるひ
11月20日生。24歳、蠍座、身長175cm、体重52kg、血液型O型、好きな食べ物：ペンネ・アラビアータ、嫌いな食べ物：ドリアン
賞金稼ぎの女デュエリスト。元ディーラーで、かつては豪華客船のカジノで働いていた経歴を持つ。一人称は「あたし」もしくは「私」。
性格は高飛車で、癖のある長い金髪とヘソ出しルックが特徴的。ディーラー時代に人間の負の面を多く見てきたことから、猜疑心が強く、仲間など信じない（あるいは必要としない）と考えていた。決闘者の王国での城之内との戦いを通じてからは、徐々に遊戯たちと親しい関係を築いてゆき、姉御肌の面を見せるようになる。オープンカーを愛車としている。
王国編では「ハーピィ・レディ」、バトルシティ編では「アマゾネス」などの女戦士をモチーフとしたカードを好んで使用する。王国編では「ハーピィ・レディ」をあらゆるカードで徹底的に強化する戦術を披露。
王国編ではカードに数種類の香水をつけ、その匂いによってカードを識別する「香水戦術（アロマ・タクティクス）」というマーキング的戦術で決闘を有利に進めていたが、この戦術は城之内に看破された以降は使用していない。予選で城之内に敗れながらも、ベスト4に進出し、準決勝では闇遊戯と対戦。冷静さを失っていた闇遊戯を追い詰めるも、彼に自らの心の弱さと向き合わせ、成長を促す。その後、自身の強力なカード「銀幕の鏡壁（ミラーウォール）」や「ハーピィズペット竜（ドラゴン）」を破壊される。勝つ手段は残されておらず、ハーピィらが倒される場面を見たくなかったためサレンダーした。参加カードをキースに奪われた城之内には自身の参加カードを渡した。大会終了後、帰る手段がなく困り果てていたが、遊戯たちのおかげで海馬のヘリに乗ることができた（アニメ版では明確な帰路は描かれていない）。
アニメ版では、王国編とバトルシティ編の間に位置するDMクエスト編にも登場。DMクエストのモニターとして参加したが、遊戯たちの事情を知って彼らに協力し、ビッグ5に立ち向かった。
バトルシティにも参加し、アマゾネスで強化したデッキを使用。予選通過直後、本田たちと会い、それが縁で遊戯たちと行動をともにするようになり、目の手術を終えた静香との再会を躊躇う城之内を本田と共に叱咤した。
決勝トーナメントで闇マリクとの闇のゲームに「アマゾネスの鎖使い」で切り札の「ラーの翼神竜」を奪う。だが、古代文字で書かれていた能力を理解できず、闇マリクに奪い返され敗北。罰ゲームにより24時間の命となってしまうが、闇マリクが消滅したことで元に戻った。
アニメ版ではバトルシティ編以降の話にも登場。ドーマ編では闇マリクに敗れたトラウマに悩まされていた矢先、ドーマに勧誘されて、ドーマの一員となった。王国編の時と同じようにハーピィ単独デッキに戻り、遊戯たちと敵対。城之内とはデュエルを2回展開し、死闘の末に和解した。ケジメとして、ラフェールにデュエルを挑むも敗北し、闇遊戯&海馬VSダーツのデュエルにおいては、遊戯、城之内、ペガサスと共にミラーナイトとして利用されてしまった。ドーマ事件後は回復するが、KCグランプリには参加しなかった。最終回エピローグではヴィヴィアンとのタッグで迷宮兄弟とデュエルを行っていた。
アニメ版では原作以上に城之内との淡い恋路が強調されるエピソードが多くなっており、アニメ版のバトルシティ編で登場したオリジナルキャラクター・マグナムとの戦いや、城之内がバトルシティでリシドと対戦した際、レプリカの神のカード「ラーの翼神竜」が原因で神の逆鱗を受けて昏睡状態になった時、原作では城之内の夢に出てきたのは遊戯と仲間たちだけだったが、アニメ版では舞も登場している。
アニメ版では幼少期に両親を事故で亡くし、天涯孤独の身で生きてきた過去が明かされている。また、詳細は不明だが幼少期に豪邸の中に一人寂しく佇む様子が描かれている。
王国編での賞金の使用目的は「世界一周、あるいはフランスに滞在して、シャネルやヴィトンなどのブランド品を買い漁ること」。原作では具体的に描かれている舞の決闘はすべて負けているが、アニメ『GX』に登場する遊城十代からは伝説の決闘者として遊戯、城之内、海馬とともに挙げられている。また『遊☆戯☆王R』では表の遊戯から仲間の中に入れられていた。
作者曰く、舞が女性系モンスターを多数使用する理由は、自分を「女っぽくない」と思っているため、そういった形で「女」をアピールしているという。また、一番書きにくいキャラクターであると述べている。
劇場版『遊☆戯☆王』の海馬のコンピュータのリストでは、住所は東京都新宿区北新宿1-5-2となっている。これはアニメブックにも記載されている。
英語版での名前はMai Valentine。
海馬 瀬人（かいば せと）
声 - 緑川光（幼少期：佐藤智恵） / 津田健次郎（幼少期：矢澤喜代美）
遊戯のライバルで海馬コーポレーションの社長。あらゆるゲームのエリートクラスであり、他者を見下す傲慢な性格。切り札は「青眼の白龍（ブルーアイズ・ホワイト・ドラゴン）」。
かつては目的のためには手段を選ばない卑怯な面があったが、遊戯にデュエルで敗れたことでカードの心を理解し、卑劣な手段を嫌う誇り高きデュエリストとなった。

## 遊戯と仲間たち

### レギュラー
本田 ヒロト（ほんだ ヒロト）
声 - 置鮎龍太郎 / 近藤孝行（本編：第1 - 51話、劇場版：THE DARK SIDE OF DIMENSIONS）、菊池英博（本編：第53話以降、劇場版：光のピラミッド）
4月19日生まれの牡羊座、身長180cm、体重65kg、血液型A型、好きな食べ物：お好み焼き、嫌いな食べ物：納豆
童実野高校1年生→高校2年生→高校3年生。遊戯と城之内のクラスメイトであり、城之内とは中学時代からの付き合いがあるケンカ仲間。城之内とは似た者同士ということもあって良きコンビであり、彼のなだめ役やツッコミ役も担っている。遊戯と仲良くなってからは気配りの上手さや義理堅い面を見せるようになる。特技は射撃。一人称は「俺」。
最初は城之内とともに遊戯をいじめており、城之内が遊戯と和解後は自身も改心し始めるも心にしこりがあったために遊戯とは互いに和解できずにいたがミホの一件で親しい関係を築く。小説版では城之内と共に千年パズルのピースを回収し、それが縁で遊戯とも親友になった。
デュエルは行わないが観察力に優れ、デュエル観戦時は冷静に状況を分析。遊戯や城之内のデュエルのモチベーションを高めるためのサポートも担う。王国編ではペガサスに魂を奪われた海馬兄弟の抜殻だけでも助け出すべく行動し、バクラの助力もあり、モクバの抜殻だけでも保護することに成功。バトルシティ編ではサプライズとして、静香を城之内の応援のために連れて来て、杏子（洗脳状態）の携帯電話から聞こえてきた汽笛から皆が童実野埠頭にいることを察する判断力も見せた。
劇場版では卒業後は父親の営む町工場に就職が内定し、将来的には工場を継ぐ意思を明かしている。
英語版での名前はTristan Taylor。
第1作
生徒会長志望の美化委員として登場。遊戯をいじめる城之内を諌めたり、学ランを全く乱して着ていないなど、真面目で正義感が強い反面、美化委員としての責任感から行き過ぎた言動を取って顰蹙を買ったり、好意を寄せているミホに甘い面をいいように使われるコミカルな描写も原作に比べ多くなっている。このことから城之内からは「生徒会長に落選したお掃除委員」とよくからかわれていた。杏子からは「本田くん」と呼ばれているが、稀に原作同様に呼び捨てにされることもある。
牛尾に対しては厳格に規律を重んじる姿勢から尊敬していたが城之内の巻き添えをくらう形で原作同様に叩きのめされた。その後、千年パズルのピースを探しだして、ずぶ濡れになった城之内にタオルを貸した後、彼と共に遊戯にピースを届けにいくが遊戯を痛めつけた挙句、ボディーガード料として大金を要求する牛尾の実態を目の当たりにし、完全に幻滅。城之内と共に牛尾に戦いを挑んだが返り討ちにあってしまう。城之内と遊戯の和解後は遊戯や杏子とも良き友人となり、ミホを加えた5人で行動することが多くなる。
第2作
原作でのデュエル観戦時の冷静な状況分析は発揮されなかったがデュエルモンスターズのカードを集めてはおり、王国編の城之内VS竜崎では本田のカード（バーバリアン1号）が城之内の窮地を救った。乃亜編でのデュエルでは機械族中心のデッキを使用。バトルシティ編では学校の先輩から借りたバイクを乗るシーンも描かれ、第2EDシーンでもバイクに乗っている姿が描かれた。
バトルシティ編からは静香に好意を抱くようになり、「自分は城之内のデュエルの師匠」と嘘をついてしまう。「真紅眼の黒竜（レッドアイズ・ブラックドラゴン）」がグールズに強奪されたショックから手術直前の静香を避けていた城之内に活を入れて立ち直らせた際、「城之内や遊戯がデュエルで人の絆を結び付けるのを見るのが好き」と発言した。バトルシティにおいては、2日目からは城之内と行動を共にするようになり、彼が決勝進出を決めた後、静香を迎えに行く。静香を連れて、童実野町に着いた直後、静香を狙うグールズを叩きのめし、遊戯と城之内の居場所を聞き出す。
乃亜編での大田とのデュエルでは静香を気にするあまり、ゲームに集中できずにおり、最後は後の逆転のカードを残して、静香の身代わりに敗北。静香についていた嘘を謝罪後、大田に身体を奪われてしまう。意識はサルロボットに移し替えられたことで生き延びながらも、次第に人間の意識が消えていく事態にも見舞われた。現実世界に戻ったことで事なきを得たが、しばらくはサルロボット時の喋りが残っている時があった。
王（ファラオ）の記憶編（以下「記憶編」）ではバクラに身体を乗っ取られ、姿もバクラに変化してしまうが遊戯がデュエルでバクラに勝利したことで元に戻れた。
御伽 龍児（おとぎ りゅうじ）
声 - 内藤玲
2月28日生まれの身長179cm、体重64kg、血液型B型、好きな食べ物：中華料理、嫌いな食べ物：酢のもの
童実野高校2年生→高校3年生。「BLACK CLOWN」お抱えのゲームデザイナーでもあり、ボードゲーム「ドラゴン・ダイス&ダンジョンズ（D.D.D）」（アニメ版では「ダンジョン・ダイス・モンスターズ（DDM）」）を製作。
D.D.D編で初登場。遊戯たちが進級した際、同じクラスとなる。女子高生をゲームでトリコにするほどのチャラ男であり、対抗意識を燃やした城之内とサイコロやポーカー勝負してはいずれもハーベットで完勝するが、城之内の仇を取りに来た闇遊戯との対決で闇遊戯が追加したジョーカーを2枚も引いて完敗する。遊戯の祖父・双六に恨みを持つ父・Mrクラウンの手で復讐のために育て上げられたことから、千年パズルを懸けて本来の遊戯とD.D.Dを展開。D.D.Dのルールを知らなかったとは言え序盤はクリーチャーの召喚を連続で失敗している遊戯を侮り、その間に自軍のクリーチャーを増やしていくのだが、ダンジョンマスターの元に辿り着く直前に高レベルのクリーチャー「リトルウィザード」を召喚され、あと一歩のところで攻撃が届かず、逆に「速攻のブラックニンジャ」1体で自分のダンジョンマスターのライフが2個も削られてしまう（この不甲斐ない戦術が父の逆鱗に触れ、結果的に千年パズルを壊してしまうことになった）。終盤は「ゴッドオーガス」で遊戯の陣地を制圧して優位に立つも、「装甲魔導士パズー」の特殊能力で高攻撃力を得た「戦うダンジョンマスター」に「ゴッドオーガス」を倒され、「戦うダンジョンマスター」の攻撃力を超えるクリーチャーが存在しないこともあって敗北を認める。それ以降は描写こそなかったが遊戯の友人の一人になり、城之内たちを馬鹿にするような態度はとらなくなった。登場当初はクールな性格の自信家だったが、遊戯たちの仲間になってからは多少丸くなりコミカルな面も描かれるようになる。バトルシティ編では友情の意味を知るべく、城之内のために静香を迎えに行った本田に同行。舞の気丈さに惹かれてからは彼女のことを「姉御」と慕うようになり、アルカトラズでのバトルロイヤルから城之内VS闇マリクまでは観戦はせず、舞の看病と獏良捜索を行っていた。記憶編では記憶世界に同行しなかったが、戦いの儀は見届けた。
アニメ版では童実野高校の転校生として登場。原作よりも性格は穏健になっており、友人たちを「君」や「ちゃん」付けで呼び、言葉遣いも丁寧になっている。復讐の動機も変更されており、デュエルモンスターズの生みの親（ペガサス）にダンジョンダイスモンスターズ（DDM）を売り込み商品化を約束されたが、ペガサスが決闘者の王国終了後に音信不通になったために交渉がストップし、そのことで遊戯を逆恨みし、DDMで負かして遊戯からデュエルモンスターズを奪おうとした。城之内との対決は『4枚のA』対決がデュエルモンスターズに変更され、「ソードハンター」や「ゴブリン突撃部隊」で力押しする城之内を利用して「道連れ」や「ビック・バイパー」で撃破しつつ勝利し、城之内をペットにした。原作では本来の遊戯とDDMを行ったが、アニメ版では闇遊戯とDDMを展開。しかし、ペガサスがDDMにデュエルモンスターズのモンスターも加えた改良を見落としていたために「ブラック・マジシャン」召喚後の遊戯に翻弄されて敗北するが、遊戯と和解して仲間入りを果たし、DDMも無事に商品化されることになった。DDMの商品化のために渡米するが、一時的に帰国し、バトルシティを見学しに来た際、グールズに追われていた本田と静香を助けたことがきっかけで遊戯たちと同行。本田同様に静香に恋心を抱くようになったことから本田とはライバル関係となり、それゆえに舞には惹かれず、呼び方も「姉御」ではなく「舞さん」となった。バトルシティ終了後、アメリカに戻るが、アニメオリジナルのドーマ編とKCグランプリ編で遊戯たちと行動をともにし、料理や車の運転など生活全般の能力も高さも発揮。デュエリストとして大会には出場しないが、デュエリストとしても高い実力を持つため、ビッグ5のターゲット候補に遊戯が城之内や海馬と並べて挙げられた。乃亜編・ドーマ編ではDDM系カードで構築されたデッキを使用し、カード知識においては城之内よりも豊富である。
原作での一人称は「オレ」、アニメ版での一人称は「ボク」（原作でも最初の頃に「ボク」も使用していた）。
英語版での名前はDuke Devlin。

### 準レギュラー
獏良 了（ばくら りょう） / バクラ
声 - 柏倉つとむ / 井上瑤（本編：第12 - 41話）→松本梨香（本編：第50話以降、劇場版：THE DARK SIDE OF DIMENSIONS） / 沼田祐介（モンスターカプセル ブリード&バトル）
遊戯のクラスメイトで千年リングの所有者。

### 親族
武藤 双六（むとう すごろく）
声 - 青野武 / 宮澤正 / 江川央生（モンスターカプセル ブリード&バトル）
10月4日生まれの天秤座で72歳、身長151cm、体重62kg、血液型O型、好きな食べ物:卵焼き、嫌いな食べ物：特になし。
遊戯の祖父。小さなゲームショップ「亀のゲーム屋」を経営している。
現在では飄々とした好々爺だが、若い頃は世界中を渡り歩いてあらゆるゲームに挑戦しては勝ち続けたゲームの達人であり、ギャンブラーだった。また、デュエリストとしても名が知られている。中年期（43歳）の頃、エジプトの王家の谷の王墓に挑戦。案内人の裏切りにより、銃で負傷しながらもファラオ（アテム）の幻影に助けられ、千年パズルを入手するが、その奥にはまだ前人未到の領域があったかもしれないと後に推測している。
妻（遊戯の祖母）は既に他界しており、その妻との恋愛成就は「メッセージを込める白いジグソーパズル」で実らせたとのこと。
デュエリストとしては「封印されしエクゾディア」を含んだデッキを使用しており、世界中に4枚だけが存在した「青眼の白龍」のカードのうちの1枚も所有していたが、DEATH-Tでの海馬とのデュエルに敗北した後、海馬に真っ二つに破かれてしまう。その上、デュエルボックス内に閉じ込められ、死の体感を味わう罰ゲームを受けたことで衰弱。遊戯に自分のデッキを託し、病院に運ばれながらも危うい状態だったが一命を取り留める。以降、デッキは遊戯に正式に継承された。
王国編では遊戯を「決闘者の王国」に出場させるためにペガサスの力で魂をビデオテープに封印されてしまう。王国ではビデオカメラの中で遊戯たちと行動をともにし、遊戯がペガサスに勝ったことで元の身体に戻った。
D.D.D編では強力なライバル店「BLACK CLOWN」の人気に激しく落ち込んでおり、「BLACK CLOWN」に赴いた遊戯を「裏切り者」と激しく叱咤していたが城之内たちとともに喜んで目玉ゲーム「D.D.D」を購入し、ひょんなことから「BLACK CLOWN」から出られなくなってしまった遊戯を「高校生だから迷子にならない」とすごく心配し、後に「BLACK CLOWN」に無断で入ったバクラとそれを見ていた本田の言動から遊戯が「BLACK CLOWN」にいることを確信した。
バトルシティ編では、杏子や獏良（アニメ版では本田）とともに城之内に同行し、城之内の決勝進出も見届けるがマリクとバクラの策略で獏良が負傷したことから彼の治療のために病院に赴く。
第1作では遊戯と2人暮らしをしている。DEATH-T編では、海馬とのデュエルの末、自身の「青眼の白龍」を破られてしまった上、遊戯を誘き出すための人質として囚われてしまう。本田とともに巨大な水時計に閉じ込められてしまうも城之内とミホに救出される。
第2作では城之内のデュエルの師となったことから原作のように「君」付けせず、呼び捨てにしている。王国編ではカードに魂を封印され、ペガサス城に捕らえられたため、遊戯たちと行動をともにしなかった。KCグランプリ編では変装して“マスク・ザ・ロック”と名乗り、城之内と対戦した。原作にはない「古代竜－エンシェント・ドラゴン」を切り札としたデッキを所持し、デュエリストとしての強さを存分に発揮したが最終的に城之内の頭脳プレーに敗北した。女好きらしく、KCグランプリ編ではヴィヴィアンに篭絡された。エクゾディア使いであったことや、千年パズルを手に入れた時の王墓でのエピソードから、後述の“シモン・ムーラン”とは浅からぬ関わりがある。なお、闇遊戯からは当初は原作通り「じいちゃん」と呼ばれていたが、作中後半では「双六爺さん」とやや他人行儀の呼ばれ方をされている。
『GX』にも登場し、バトルシティ編において童実野町で起こった出来事を纏めた冊子を執筆・出版している。前作から数年経過しているが未だに元気。修学旅行で童実野町を訪れた遊城十代に、遊戯と同じオーラを感じていた。十代たちに童実野町の案内をしたものの、案内中に氷丸と雷丸に誘拐された。その後、コンピュータプログラムと化した斎王美寿知を助けるように海馬に呼びかけることを、十代たちに約束した。
英語版での名前はSolomon Muto、マスク・ザ・ロックでの名前はApdnarg Otum。反対から読むとGrandpa Muto、すなわち「武藤のじいちゃん」。
川井 静香（かわい しずか）
声 - 根谷美智子 / 鮭延未可
城之内の妹で中学生。両親が離婚後は母親に引き取られた（川井は母親の旧姓）。
生まれつき目を患い、母の実家にある米里病院（童実野町から遠く離れている）に入院していたが、王国での優勝賞金によって手術を行い、無事回復した。しかし、「包帯を取っても何も見えなかったら」という恐怖に支配され続け、手術後も包帯を取れずにいた。自分に勇気を与えるために戦っている城之内の姿を見るために、本田と御伽に連れられて、童実野町に赴き、城之内と再会。遂に目を開く。以降、城之内の応援も兼ねて、遊戯一行の一員として活動。
城之内とは両親の離婚以来、会っていなかったようだが非常に仲が良い。おとなしい性格かつ天然であるが芯は強い。
第1作では海容総合病院に入院しており、場所も母の実家ではない。目は患っていないが、体が弱く入退院を繰り返しており、城之内からは度々見舞いしてもらっている。背は若干小柄。
第2作では本田と御伽から恋心を抱かれているが本人は気付いていない。「包帯を取るのは兄の前で」と決めており、バトルシティ決勝トーナメントに進出した克也を応援するために本田に連れられて、童実野町に赴く。童実野町到着直後、遊戯への復讐の一環として利用できると考えたマリクの命を受けたグールズに狙われるが、本田、御伽、舞のおかげで捕まらずにすんだ。原作では包帯を外したのは爆発で海に落ちた城之内が海馬に助けられた後（鍵を海の中に落とす形で届けた）だったが、アニメでは城之内が遊戯の救出に赴いた際に包帯を外し、海に飛び込み、城之内を救出している。乃亜編では本田や御伽と共にビッグ4とデュエルで対決。だが本田が早々リタイアしたこともあって一度は自身をなくすが御伽や城之内に激励され、素人ながら本田や御伽のサポートを受けつつ勝利の決め手となった。この時、使用したデッキは「心眼の女神」を初めとした女性モンスターが多く、切り札は「聖女ジャンヌ」。原作では遊戯VS海馬のデュエル以外を観戦したが、アニメ版では舞が闇マリクとのデュエルで意識不明となってからは彼女の傍に付くようになり、舞が意識を取り戻した後は「意識が戻ったはずなのに戻っていない」という舞の思いついた悪戯に付き合って、遊戯たちをからかった（原作では舞同様に闇マリクの罰ゲームから元に戻った獏良が、いたずらの片棒を担いだ）。バトルシティ終了後、杏子の案内で童実野町を周った後、母の許に帰っていった。最終回では戦いの儀を終えて帰国した城之内たちを空港で出迎えている。なお、米里病院は原作程、童実野町から離れてはいない。
ゲーム作品『遊戯王DM8』ではカイバーマンの大ファンとなっている。
髪の色は原作では城之内と同じ金髪（文庫版の表紙にて）、第1作では紫髪、第2作では茶髪。
英語版での名前はSerenity Wheeler。
城之内の父
声 - 稲田徹（第1作）
城之内克也と静香の父。賭博による借金を負っており、しかも無職。家の中でもブーツを履いた格好で酒浸りの毎日を過ごしている。このため、借金返済は克也が代わりに行っている上、父親の存在から自宅に友人を招くのを拒んでいる。
劇中では足と台詞のみの登場で顔は描かれなかった。
川井（かわい）
声 - 香坂千晶
城之内と静香の母親。離婚後、静香を連れて実家に戻る。原作では未登場だったが、第2作で登場を果たす。
本田の父
ヒロトが高校卒業後に就職する工場の責任者。アニメ第1作で玄関の名札で下の名前のイニシャルがYだと判明している。
本田の母
声 - 二木静美（第1作）
原作には未登場で第1作では声のみ登場。ミホに頼まれたデジタルペットを、深夜まで飼育しているヒロトに怒っていた。
本田の姉
現在は嫁いで一児の母となっている。
静香がヒロトと御伽とともに童実野町に赴いた際に着用した服は、もとは彼女のものであり、その中には派手な服もあった。
劇中では存在が語られただけで登場はせず、第2作での静香の服も彼女のものではなく静香本人のものに変更された。
ジョージ
本田の甥（姉の子供）。
赤ん坊とは思えないほどのおませと頭の回転を見せるが、よく猫をかぶり純真な赤ん坊のフリをする。叔父であるヒロトのことは「ヒロト」と呼び捨てで呼んでいる。海馬を尊敬しており、海馬の悪口を言う者には敵意を露にする。
DEATH-Tで登場。ヒロトとともに海馬ランドに遊びに来た際、遊戯たちと行動をともにすることになる。
アニメ版では未登場。
ブランキー
本田の愛犬で雌。城之内の尻によく噛みつく。
DDD編で登場。本田とともに散歩中に「BLACK CLOWN」に赴いた獏良の姿を見かける。この後、本田は杏子たちに獏良の闇人格が王国から再活動していたことを明かし、城之内たちとともにBLACK CLOWNに向かい、遊戯の窮地を知った。
アニメ版では未登場。
獏良の父
声 - 山路和弘（劇場版『THE DARK SIDE OF DIMENSIONS』）
獏良了の父。童実野美術館のオーナーにして考古学者。
千年リングをエジプト土産で買ってきたが、それにより了は千年リング内の魂に憑依されることになる。
原作・アニメ第1作ともに存在が語られただけで本人は登場しなかった。
第2作で了からその存在を語られた時に回想で登場した彼は、髪を束ねて眼鏡を掛けた壮年男性として描かれていたが、劇場版『THE DARK SIDE OF DIMENSIONS』で描かれた彼は、本編同様に髪は束ねて眼鏡を掛けているのは共通だが、形状がやや異なり白髪で初老の男性となっている。
獏良 天音（ばくら あまね）
獏良の妹。
既に故人であるが、了は忘れられず、天音宛ての手紙をよく書いている。
原作では存在が語られただけで、アニメ版では天音のことには触れられなかった。
Mr.クラウン
御伽龍児の父親。人気ゲーム店「BLACK CLOWN」の責任者。
常に不気味なピエロの着ぐるみを着用しており、その顔は「亀のゲーム屋」で販売されている「サウンドピエロ」と同じである。一人称は「オレ」だが、一度だけ「ワシ」と発言している。
20年前、ゲームの不敗伝説を打ち立てていた頃の双六に弟子入りしていたが、千年パズルを巡って双六との「悪魔の遊戯盤」の勝負に敗北し、50歳も老けてしまい人前に出せぬほど容貌が醜くなってしまった。そのため、ピエロの格好をすることで素顔を隠している。それに絶望して深い怨念を抱くようになり双六に復讐するためだけに息子の龍児を育て上げた。
看板ゲーム「D.D.D」の虜になった遊戯に万引きの濡れ衣を着させて千年パズルを奪い、龍児を新たなる千年パズルの継承者とし、遊戯に「悪魔の遊戯盤」で自分と同じ永遠の苦しみを味わわせようと画策する。ガードマンに命令して、遊戯を連れ戻そうとした杏子たちを妨害し、遊戯と御伽のD.D.D対決を観戦していたが、次第に龍児が不利な状況になったことに腹を立て、「双六の孫に敗れるだけは許されない」と精神苦痛を与えるべく遊戯の前で双六への怨念の力で千年パズルを破壊。後に有利な状況になった龍児にパズルを組み立てさせるが、遊戯を助けに来たバクラにガードマンを突破されて「このゲームに勝つのは遊戯だ」「パズルは選ばれし者（遊戯）にしか解けない」とアドバイスされ、結果的に龍児が遊戯に敗北してしまう。しかし、諦めが悪く許しを請うように千年パズルの鎖を遊戯の首にかけ油断した隙に首を絞めて失神させる。龍児から止めるよう注意されるも聞き入れず、一度鍵をかけると外側から開けることのできない部屋に遊戯を連れ込んで自らの手で千年パズルを組み立て直し始める。しかし、作り続けていくうちにパズルが巨大化して迷宮のような壁に変化するとやがてパズルが落下し、自身もそのまま闇に落下する幻想を見せられると錯乱してしまい、その拍子にろうそくを倒して引火し火事を発生させてしまう。自身の服にも燃え始めるが、遊戯に火を消してもらったことや自分が切り捨てた御伽に救い出されたことや、もう1人の自分を救うために無我夢中でパズルを組み立てる姿に動かされて消防隊に遊戯を何としてでも助けてくれるように懇願し、龍児に付き添われて避難した。一方の遊戯も城之内の手で救出された。店の入った建物は火災後どうなったかは不明。
テレビアニメ版では未登場。龍児の遊戯への敵対心も個人のものに、クラウンが行った行為もマリクに操られたキースのオリジナルエピソードにそれぞれ変更された。原作漫画の続編である劇場版『THE DARK SIDE OF DIMENSIONS』でアニメ初登場を果たし、炎上したBLACK CLOWNの代わりに移動アイスクリーム店を営業。

## 海馬コーポレーション
海馬瀬人が社長を務める大企業（ゲーム・アミューズメント企業）。略称KC。

元来は2代目社長・海馬剛三郎の父が戦時中に興した軍需産業企業で、「海馬重機工業」という名の死の商人だった。後に剛三郎は瀬人を養子に迎え入れ、徹底した英才教育を施したことで、剛三郎は瀬人と彼の影響を受けた多くの社員の裏切りを受け、自社ビルから飛び降り自殺を図り死亡。剛三郎の死後、企業は軍需産業企業から、ゲーム産業へと転換。以来、ゲーム開発を主に様々な事業に着手している。従業員数は2000人。年商1500億円。DEATH-T編で海馬瀬人が闇遊戯とのデュエルに敗北したことにより、本社の株価は暴落し、一時はリストラもあったらしい。これは海馬が自身のデュエルを常に株主に見せ、彼らからの信頼を得ていたためとされる。第2作では、海馬兄弟の夢である「世界海馬ランド計画」の一部であるテーマパーク「海馬ランドUSA」を完成させ運営している。マジック&ウィザーズ（デュエルモンスターズ）のモンスターたちがマスコットキャラクターを務め、アトラクションの規模と数では世界一。
海馬 瀬人（かいば せと）

海馬 モクバ（かいば モクバ）
声 - 三輪勝恵 / 竹内順子 / 野田順子（モンスターカプセル ブリード&バトル）
小学5年生→小学6年生→中学1年生。7月7日生、蟹座、身長142cm、体重28kg、血液型O型、好きな食べ物：チョコレートパフェ、嫌いな食べ物：セロリ
海馬瀬人の弟で兄・瀬人より5歳年下でありながらも海馬コーポレーションの副社長を務める。兄・瀬人の唯一の肉親であり、一番の理解者。「-だぜい!」が口癖。
瀬人同様、悲惨な出自を辿った孤児。実親は不明だが、親族に遺産を食い荒らされたと語っており、裕福な家庭であった様子。5歳の頃に児童養護施設に引き取られたが、剛三郎に瀬人と共に養子として引き取られて海馬姓となる。元々の姓は不明。ゲームに関しては「カプセルモンスター」のチャンピオンで、小学生という若さながら、海馬コーポレーション取締役副社長を務めており、バトルシティ編ではバトルシティ運営委員長を務めた。
初登場したDEATH-T編では瀬人以上に高慢で狡猾。金で人を操り、部下を扇動するなど、そのやり口は陰湿で、凶暴・攻撃的なものだった上、イカサマも用いていた。また、初登場時は凶器を所持した同じ子供たちを取巻きとして連れており、取巻きたちは拉致した遊戯をいびるが、闇遊戯の凄みには敵わなかった。DEATH-T編で遊戯とは3度対決。1度目はカプモン対決を行い、ガシャポンに細工して自分にだけ強いモンスターが来るように仕向けて、レベルの差で圧倒しようと企てるが、最終的に遊戯の罠に掛かり自身が敗北し、カプモンのカプセルに閉じ込められる罰ゲームを受ける。2度目は遊戯と城之内に料理を使った「死のロシアンルーレット」で運勝負を仕掛け、隠しコントローラーを使ったターンテーブルルーレットで毒入り料理を食べさせて城之内を殺しかけ、遊戯にも毒入り料理のハンバーガーを食べさせようとするが、大好物のパフェを喜んで食べるなど余裕の態度故にインチキを遊戯に見抜かれた上に、隠しコントローラーも遊戯が回す前にハンドルに吊るした千年パズルの回転力で破壊されてしまい、しまいには運勝負にも負け、自身が毒入りのハンバーガーを食べることになった。3度目はDEATH-T内でカプモン対決を行い、以前同様にイカサマガシャポンを用いて挟み撃ち作戦で遊戯の陣地を包囲するが、「アルマザウルス」1体で遊戯のコマを全滅させようと自信過剰に出たのが仇となり「モグリン」の特技で回避され、結果的に「メガトン」と同士打ちになったあげく進化マスの進行を許し、「ハイパービートル」に進化した「ビートン」に逆襲される。最後に残ったモンスターである「ビックフット」も「ハイパービートル」と一騎打ちの末、「ハイパービートル」の攻撃がクリティカルヒットしたことにより相打ちになる形で倒され、自軍のコマが全滅し敗北。直後、瀬人に見捨てられて「死の体感」を味わわされるが、遊戯に助けられる。先のステージで犠牲になった本田を救出し、杏子たちを葬ろうとする部下たちも制し、遊戯たちに自分たち兄弟の半生と瀬人の笑顔が失われた辛さを語って聞かせた。瀬人が失った優しさを持って復活することを信じながら、孤児院時代、兄弟一緒にチェスをしている光景を写した写真を2つのペンダントに変えた。
「DEATH-T」から半年後、ビッグ5の裏切りでペガサスに捕らえられながらも、海馬コーポレーションの重要書類の倉庫の鍵を飲み込み、隙を見て脱走。ペガサスが海馬コーポレーションを手に入れるための条件の一つである「遊戯を倒す」を阻止すべく、参加者のデッキとスターチップを盗み、自ら遊戯にデュエルを挑む。実力差から無理と知ると、今度はスターチップを持ち出すことで失格に追い込もうとしたが、杏子の説得もあって改心し、遊戯がペガサスを倒すことを信じることにする。再度捕らわれてしまうも、王国終了後に解放された。以降は生意気な面は変わっていないが、以前よりは丸くなり、遊戯たちに友情を抱くようになった。バトルシティでは、瀬人が遊戯を倒すことで「かつて見せてくれた本当の笑顔」もろとも己の過去を忘れようとしていることにも気付いており、瀬人に声援を送りながらも複雑な表情を見せていた。
小説版と第2作では遊戯とのカプモン対決は描かれず、小説版では「DEATH-T」のシューティングゲームをアレンジしたゲームを遊戯にけしかけるが、仲間たちの助力を得た遊戯にゲームクリアされてしまう。遊戯たちの友情に感化され、瀬人の昔の心を取り戻してくれるように頼んだ。
原作および第2作では一人称は「オレ」だが、第1作では「ボク」となっている（次回予告（22話）では「オレ様」も使用）。
第1作
『ゲームセンターのオンラインを通じて「KAI（カイ）」というスコアネームで日本一の実力者となっている』設定が瀬人からモクバの功績に変更され、遊戯との勝負は「DEATH-T」でのカプモン対決のみとなった。
第2作
DEATH-T編以前の話がカットされたため、遊戯たちとは王国編で初めて顔を合わせ（ただし、闇遊戯だけはモクバのことを知っていた）、倉庫の鍵は瀬人とのお揃いのカードペンダントに変更され、自分たち兄弟以外、そのことに気付くことはなかったと兄弟の絆をより象徴する見せ方がされた。兄弟に関する話に弱く、バトルシティ編では絽場兄弟のインチキを一度は許し、ドーマ編では自分と瀬人に似た境遇のアメルダと故人のミルコのため、アメルダの説得を行った。また、原作以上に誘拐されており、DMクエストでは同じ顔を持つゲームキャラクター、メアリー姫の身代わりとして捕まり、バトルシティ編ではグールズに誘拐されて、瀬人への脅しに使われている。乃亜編ではビッグ5に連れ去られた挙句、瀬人の大切なものを奪うため、兄として慕うよう洗脳され、乃亜に利用されてしまうが、最終的には乃亜を改心させた。
磯野（いその）
声 - 岩崎征実
海馬コーポレーションの社員の男性。
海馬の部下で黒服の一人。厳格な人物だが、上司である海馬兄弟には全く頭が上がらず、特に海馬からは、よく無茶な命令をされては幾度も怒鳴られ、こき使われるという苦労人でもあるが、海馬兄弟への忠誠心は強い。バトルシティ決勝大会では司会進行と審判役を務め、海馬の移動用航空機の無線や時には操縦担当をこなす。
海馬に対しては初登場時のみ「瀬人様」と呼び、それ以降は「海馬様」と呼んでいる。アニメでは「瀬人様」「社長」と呼んでいる。
ゲーム作品においては、GBA版『遊戯王DM8』では海馬ランドで定期的に行われている子供たちに人気のカイバーマンショーのカイバーマン役を引き受けており、『フォルスバウンドキングダム』では海馬コーポレーションを退社し、SICに就職していた。
英語版での名前はRoland。
河豚田（ふぐた）
声 - 竹本英史→吉川寛司
海馬コーポレーションの社員の男性。
海馬の部下で黒服の一人。バトルシティ編以降磯野と共に度々登場。磯野と同じく、海馬への忠誠心は強い。名前は第2作のみ登場。
海馬 剛三郎（かいば ごうざぶろう）
声 - 石塚運昇 / 小村哲生
海馬コーポレーションの先代社長。海馬兄弟の養父。
極めて冷徹かつ非情な性格をしている。チェスの腕はプロ級。一人称は「私」だが、第1作と第2作では「儂」とも言っている。後継者を探しに当時の海馬兄弟が住む孤児院を訪れた際に、金持ちの養子になることを企んだ瀬人にチェスを挑まれ、敢えて、イカサマにかかり敗北。瀬人の力を認め、約束通り2人とも養子にした。後継者にするために虐待じみた英才教育を瀬人に行い、海馬が開発したバーチャルシミュレーターシステムも軍事利用するが、これらの行為により、瀬人を後継者ではなく、最大の敵に育て上げてしまい、5年後には瀬人と多くの社員の裏切りを受けて会社を乗っ取られてしまう。自身の敗北を認め「負けた者の末路」として、瀬人の目の前で自社ビルの窓ガラスを突き破り飛び降り自殺を遂げるが、この件は瀬人の心に「敗北＝死」という暗い意識を植え付けた。剛三郎の死後、瀬人の方針により、海馬コーポレーションは軍需産業から身を引き、ゲーム産業へと転換する。
第1作
投身自殺の場面は直前で踏み切れず落胆する描写に変更されたことで生存。また、原作では瀬人が初登場する前に会社を乗っ取られたが、本作では瀬人が遊戯に挑戦している間に会社を乗っ取られている。
第2作
実子の海馬乃亜が登場。チェスの腕前は世界大会6連覇を達成する程の名手であり、大会で獲得した賞金10万ドルは海馬兄弟の育った施設に寄付した。瀬人のことは以前から知っており、乃亜と競い合わせるための当て馬として養子にする案を立てていた。瀬人とのチェス対決では瀬人があらかじめ剛三郎の譜面を徹底的に調べていたことで瀬人が勝利したという展開にも変更。
乃亜に対しては愛情を持って育てていたが、乃亜が交通事故で亡くなった後、「自分の後継者に簡単に死んでもらっては困るから」という理由で乃亜の意識を電脳世界で蘇生させた上、用意したNPCなどの配慮の足りなさが乃亜の精神を歪ませることにもなった。乃亜を見限った後も、自身が窮地に追い込まれると乃亜に対して「お前まで私を裏切るのか？」と詰めより、父親を気取った態度に出ている。瀬人を養子にした真相を語った際、杏子からは「とてもまともな人間の考えることじゃない」と憤慨され、闇遊戯からも「瀬人が剛三郎を憎むのももっとも」と軽蔑された。
乃亜の当て馬から乃亜を現実世界に呼び戻すための器として、瀬人を養子としたが海馬に会社を奪われてしまい、ショックから衰弱していき亡くなった。だが、死の間際、乃亜のときと同じように自らの人格を海底要塞AIにデータとして移植し、電脳世界で生き延び、乃亜の活動を陰から見ていた。当初は瀬人の肉体を奪って現実世界に復活することを目論んでいたが、乃亜との会話から電脳世界の存在のまま、海馬コーポレーションのコンピュータネットワークにハッキングする方法を思いつき、ミサイル衛星の照準を各国の主要都市に向け、現実世界の全てを掌握することにした。
乃亜が遊戯に敗北した後、彼らの前に姿を現し、自らの目的を語り、乃亜に対しては「もう用はない」と切り捨て、一度はその場から消えた。しかし、（完全な八つ当たりではあるが）会社を乗っ取ったうえに自分を死に追いやった瀬人への復讐心は忘れておらず、海馬コーポレーションのビルに乗り込んだ瀬人にデュエルで挑戦、事前のリサーチでかつて瀬人を倒したエクゾディアを使用し、「エクゾディア・ネクロス」を駆使して瀬人を圧倒、デュエルの最中に、乃亜からシステムを改竄してミサイル衛星の照準を電脳世界の母体である海底要塞に向けたことを告げられて動揺し、一度は悪霊のような姿に変貌して瀬人の肉体を奪おうとするも一喝を受け、彼に「デュエルで自分に勝ったら肉体を渡す」と条件を出されたことでデュエルを続行、その後も「エクゾディア・ネクロス」を駆使し続けたが、それ以外の戦法を全くしなかったことから「所詮強力なモンスターに頼るだけの似非デュエリスト」と瀬人に一喝され、「エクゾディア・ネクロス」の力の源である墓地の5枚のエクゾディアパーツを全て除外されたところを、「青眼の白龍」の攻撃を受けて敗北した。
デュエル終了後、約束を反古にして悪霊のような姿に変貌して瀬人を襲うが、すんでのところで遊戯に阻止されたうえに乃亜によって二人は電脳世界から脱出、その後乃亜に脱出方法を教えるよう迫るが逆に乃亜に動きを封じられてしまい、最期は海底要塞はミサイルで爆発し自身のAIも崩壊、それでもその執念は凄まじく爆発で生じた炎に姿を変えてバトルシップに襲いかかるが、瀬人の手で変形したバトルシップに吹き飛ばされた。

### ビッグ5（ファイブ）
海馬コーポレーションの重役グループ。
本来、ビッグ5の面々の名前などは明かされていなかったが、第2作で付け加えられた。詳細な設定、過去なども第2作オリジナルである。第1作でもそれらしき面々が登場している。
DEATH-T編で海馬が遊戯に敗北し、意識不明に陥ったことで社長不在となった海馬コーポレーションは投資家たちの信頼を失い、経営は悪化してゆく。会社株の60%を所有するビッグ5は会社の建て直しのためにペガサスの企業買収に乗り、影で結託。会社の信頼を回復するため、海馬を倒し経営悪化の原因を作った遊戯を倒すことを条件とし、成功すれば海馬の永久除名と海馬コーポレーションを譲り渡すことをペガサスに約束する。だが、海馬の復活とペガサスの敗北に伴い計画は破綻した。
原作におけるビッグ5の暗躍はここで幕を閉じたが、アニメでは決闘者の王国編終了後、ペガサスの企業買収に加担していことで海馬に会社を追放されそうになり、海馬の意識をデータ化してゲームの中へと閉じ込めるために、自分たちがデュエルモンスターズを元に開発したバーチャルシミュレーションゲーム「DM（デュエルモンスターズ）クエスト」で海馬が勝てば自分たちはクビになるという条件で勝負を挑み、目論見通り海馬を電脳世界に閉じ込め、「F・G・D（ファイブ・ゴッド・ドラゴン）」復活の生贄にしようとするも、モクバの依頼を受けた遊戯たちに海馬を救出されてしまい、最後の手段として自分たちの意識を用いることでシナリオを無視して「F・G・D」を出現、城之内や舞、モクバを倒すが遊戯と海馬が生み出した「究極竜騎士（マスター・オブ・ドラゴンナイト）」の前に敗れる。
乃亜編では乃亜の部下として再登場。DMクエストでの敗北により自分たちの意識が電脳世界を彷徨うことになったことが明かされ、現実世界に帰還するために遊戯たちの肉体を手に入れるために彼らにデュエルを挑むがことごとく敗北。唯一奪った本田の肉体を利用して、5人全員の力を結集し、「勝てば5人分の肉体を得る、負けたら本田の肉体を返す」ことを条件に遊戯と城之内にラストデュエルを挑むが敗北。その後も彼らから強引に肉体を奪おうとするが乃亜に阻止され、さらなるチャンスを懇願するも、乃亜に「バーチャル空間に本物は存在しないため、デュエルに勝っても生身の肉体は手に入らない」という真実を宣告された上で存在そのものを抹消された。
ゲームDM8ではリストラされながらも生存しており、再就職後、海馬ランドにおいて、カイバーマンショーの敵役・ビッグワルダーファイブを演じている。
ビッグ1 / 大下 幸之助（おおした こうのすけ）
声 - 斉藤信行→園岡新太郎
ビッグ5のリーダー格。容姿も高齢男性で、杖をついている。現役時代は多くの企業の買収を手がけ「妖怪」の異名で呼ばれた。
世界の格言、名言、諺を多く知り、理路整然としたデュエルを好む理論家。自分の知る諺をデュエル中に披露するなど、その言動は知的であるが、同時に場を弁えずに諺を多用する傾向にある。
乃亜編では、肉体を手に入れるために「深海の戦士」の姿で遊戯にデュエルを挑む。場にモンスターを絶やさない戦法と、デッキマスター能力を併せた独自の戦い方を見せ、その戦いぶりは乃亜から「したたかな戦術」と評された。遊戯をギリギリまで追い詰めるが「深海の戦士」のデッキマスター能力の弱点と遊戯のデッキマスターである「クリボー」を使ったコンボにより敗北。遊戯・城之内戦では「F・G・D」召喚の際、自身のデッキマスターを水属性の生け贄とした。
英語版での名前はGansley。
ビッグ2 / 大瀧 修三（おおたき しゅうぞう）
声 - 鶴岡聡→大谷亮介
海馬コーポレーション元人事部長。長髪で口髭を蓄えた容姿の中年の男性。ペンギンデッキの使い手。
年齢は55歳→56歳→57歳。対象人物のデータ収集を得意としており、自身も含め、名前の後に年齢を加えるのが特徴。両親の不仲を要因とした孤独な幼少期を動物園のペンギンに癒され、支えられたという過去の持ち主で、重度のペンギン好きである。ゆえに現代社会に疲労した人々を癒すのはペンギンに他ならないという理由から、ペンギンを主力とした動物園を作ることを夢見ていた。海馬ランドの一部にペンギン用のブースを作るよう嘆願するが海馬に「白と黒ならパンダの方がマシだ」と却下されたため、海馬に強い不服を抱いていた。
乃亜編では「ペンギン・ナイトメア」の姿を借りて杏子と対戦。モンスター効果を最大限に利用した戦術で杏子を苦しめるが、杏子が偶然選んだ魔法カード「賢者の宝石」により敗北。遊戯・城之内戦では「F・G・D」召喚の際、自身のデッキマスターを風属性の生け贄とした。また、「ペンギン・ナイトメア」は第2作のみのオリジナルモンスターだったが、乃亜編終了後にOCG化されている。相当な女好きで杏子や静香へのセクハラ発言が非常に目立ち、単に肉体を取り戻すのではなく「若い美少女の肉体」を手に入れようと躍起になっていた。
英語版での名前はCrump。
ビッグ3 / 大岡 筑前（おおおか ちくぜん）
声 - 高橋広樹→竹本英史→八代進一
海馬コーポレーションの元顧問弁護士の男性。多くの裁判を汚い手段で勝利に導いた敏腕弁護士。眼鏡をかけた知的な容姿。
乃亜編では「ジャッジ・マン」の姿で城之内とデュエル。低レベルの融合モンスターとそれをサポートする永続魔法を用いた戦術を使用、さらにはサイコロの目とコイントスをこっそり操作して城之内のギャンブルデッキを封じるというイカサマを行うが、それが乃亜の怒りを買う。イカサマを最後まで続けることができたものの、最後は城之内の強運とハッタリに敗北した。また、デュエル前には昏睡状態の舞に擬態し、城之内を驚かせた。後に他の4人とともに遊戯と城之内に挑むが、またもや、城之内の実力を見くびり敗北の原因となった。「F・G・D」召喚の際には自身のデッキマスターを地属性の生け贄とした。
アニメ初期では、ビッグ1の参謀役を務めていた。
英語版での名前はJohnson。
ビッグ4 / 大田 宗一郎（おおた そういちろう）
声 - 吉川寛司→杉野博臣
軍需産業時代の海馬コーポレーション兵器製造工場の元工場長で、「工場の鬼軍曹」と呼ばれていた。精悍な顔立ちで、五人中では比較的容姿は若い男性。
軍需産業部門廃止を目的とする海馬に忠誠心を示せと自分の工場を自分の手で処理するように命令され、その後の不当な待遇に海馬を恨んでいた。乃亜編での姿は当初は「機械軍曹」で終盤は自身が召喚した「機械王」と合体した「パーフェクト機械王」、操るデッキも機械族モンスターを主力としたものになっている。本田・御伽・静香の3人を相手にデュエルを挑み本田のデッキマスターを撃破するが、本田が残したカードを使用した御伽と静香の一撃を受けてデッキマスターを失い敗北。だが、本田の肉体を乗っ取ることには成功し、他の4人と入れ替わりながら、遊戯と城之内に最後の勝負を挑むが、遊戯の罠にかかり城之内を倒すチャンスを失ってしまう。「F・G・D」召喚の際には自身のデッキマスターを炎属性の生け贄とした。剣道5段の実力を持ち、本田の体を乗っ取った時にはその腕を海馬に披露した。後のドーマ編のアメルダの回想にて、海馬コーポレーション製の戦車を提供しているシーンに登場している。
英語版での名前はNesbitt。
ビッグ5 / 大門 小五郎（だいもん こごろう）
声 - 竹本英史→泉尚摯
剛三郎が瀬人の誕生日に与えた最初の側近の男性。体格は大柄で、逆立った髪型に髭面の容姿をしている。
海馬を幼少期から見守り、海馬の剛三郎追放・海馬コーポレーション乗っ取りにも協力していたため、海馬の思考をある程度理解していた。電脳世界では敵の全ての罠カードを封じる「人造人間－サイコ・ショッカー」の姿を借りて海馬と対戦。海馬の戦術を知り尽くしており、デッキマスター能力に加え「王宮の勅命」とのコンボで魔法も封じ、毎ターンLP（ライフポイント）回復が可能なカードを利用した戦術で海馬を追い詰めるが、海馬の捨て身の戦法でコンボに狂いが生じ、最後は「青眼の白龍」の猛攻によって倒された。遊戯・城之内戦では「F・G・D」を召喚する際、自身のデッキマスターを闇属性の生け贄とした。ビッグ2と同じく女好きであり、静香の肉体を狙ったことからビッグ2と喧嘩になってもいる。
英語版での名前はLector。

## 学園編
牛尾（うしお）
声 - 大友龍三郎 / 岸祐二
童実野高校の風紀委員長で遊戯たちの上級生の男子生徒。
校内では「鬼風紀の牛尾」と恐れられており、教師すら臆してまともに口を出せないほどの人物。鋭い目つきと、城之内や本田を遥かに上回る大柄な体躯、高校生離れした威圧感に満ちた風貌を持ち、腕っぷしも城之内や本田が二人がかりで挑んでも歯が立たないほどの強さを誇る。風紀委員としていじめそのものを嫌う態度を取っている。だが、実際は自分の立場を鼻にかけ、いじめられっ子のボディーガードを請け負うと一方的に申し出て影でいじめの中心人物を痛めつけた後にボディーガード料と称して大金を強請り取り、逆らえば暴力で言うことを聞かせるなど、強欲かつ卑劣な人物。遊戯を馬鹿にした城之内と本田に制裁を加えた後、2人を庇った遊戯も痛めつけた挙句20万の大金を要求する暴挙に出た。遊戯が千年パズルを完成させたことで、闇遊戯の最初のターゲットとなり、遊戯が双六から渡された「40万円の札束をお互いの手に乗せ、ナイフ（牛尾の私物）で刺して多くの札を取り合う」という「マネーアンドナイフ」を展開。自分の欲望に飲み込まれ、ゲームのルールを破るという禁を犯し、闇遊戯に襲いかかるが、逆に罰ゲーム「GREED－欲望の幻像─」を受けて、枯葉やゴミが金に見えてしまう幻惑状態に陥り、翌朝、醜態ぶりを生徒たちの前に晒すことになった。『遊☆戯☆王キャラクターガイドブック 真理の福音』によると、その後は更生し、「金はこりごり」と語っていた。小説版では「マネーアンドナイフ」のルールが「札束を入れた袋を自分の手の甲に乗せ、ナイフを突きさして手の甲に少しでも傷を付けた者が勝ち」に変更され、罰ゲームも幻惑の金に押しつぶされるものになった。
第1作では多くの人員を率いるなど原作以上に強大な存在として描かれ、風紀委員らしく丁寧な口調も見せていた。規律を厳格に重んじる姿勢から、本田からは理想の人物として尊敬されていたが、彼が遊戯をいじめていないにもかかわらず、城之内と一緒にいたという理由だけで原作同様に痛めつけた。遊戯への暴力も遊戯が千年パズルのピースを探すために学校を訪れた際に『教育』と称して行い、横暴な仕打ちに激怒した城之内と本田も返り討ちにする。闇遊戯とは「校舎の高い所を舞台に互いの身体をロープで結び、校舎に設置されたトランプを捲り、その数字分だけ昇って行き、頂上にある勝者の証を手にする」というゲームを展開。最終的にはルールを破り、頂上に辿り着くも、勝者の証は金ではなく、トランプであり、罰ゲームが発動。溝へと転落して行き、怪物に襲われるという幻惑を受けて脅えていたところを風紀委員会に発見され、病院に入院した。
第2作では遊戯の回想のみに登場。どのようなゲーム・罰ゲームが展開されたかは描かれなかった。
『GX』では第4期に出る行方不明者リストに名前だけ登場している。
本作から数十年後が舞台のアニメ『5D's』に登場する警察官・牛尾哲（うしお てつ、声：落合弘治）とは同一人物という裏設定である。
アニメ『ZEXAL II』にてアストラル世界の住人の中に彼らしき人物がいる。
アニメ『ARC-V』では落ち込む遊矢を立ち直らせようとする柊修造の回想シーンにシルエットとして登場している。
ディレクター
Zマークのキャップ帽を被った髭面の男。ZTV放送局の俗悪な業界人で、視聴率と企画ネタのためなら過度なやらせや暴力をも厭わない。映像の権力には誰も逆らえないと信じきっている。喧嘩の実力は城之内を一撃で撃退するほど高い。
「暴力のドキュメント」の企画のために、いじめが問題となっている童実野高校に訪れていた所、遊戯を偶然見つけ、やらせ企画の苛められっ子役に仕立て上げることを目論む。そして、ADの藤田（ふじた）を苛めっ子役にし、童実野高校に潜らせ、遊戯と接触して暴行を加えさせることでいじめシーンを撮ろうとした。だが、遊戯と藤田の苛め現場に偶然、城之内が駆けつけたことで、青臭い友情ドラマは受けないとして中止。そして城之内に暴行を加えたために、闇遊戯のターゲットとなる。ZTV放送局の駐車場で闇遊戯の接触を受け、闇遊戯の「相手より小さい目を出せば勝利となる」ルールを仕掛けたサイコロ勝負の相手となるが、闇遊戯が6の目を出したのに途中で投げ出した挙句、サイコロが割れて7となり勝負に敗北したため、闇遊戯の罰ゲーム「モザイク幻想」を受けた。この後は更生し、モザイク無しの番組を作るようになった。
アニメ版では未登場だが、第1作にて腕時計マニアの赤星昇太郎が罰ゲームを受けるシーンの一部を担っており、腕時計に支配される幻想に苛まれて眼球も腕時計になってしまうシーンが、ディレクターの受けた罰ゲームの目がモザイクに覆われるシーンに類似している。
花咲 友也（はなさき ともや）
童実野高校の生徒で遊戯たちの同級生の男子生徒。クラスの中ではあまり目立たないタイプで気弱な性格。眼鏡をかけている。熱烈な「ゾンバイア」マニアでもあり、部屋中には大量のゾンバイアグッズを飾っている。父親は仕事柄、友也の相手ができずにいることもあり、かなり過保護に接していて、大量のゾンバイアグッズも父親が買ってきた。
登場当初は騒象寺にパーティー券を買わされ、それを売り渡すために遊戯に接触し、人の良い遊戯はがそれをすべて引き取るが、近くでその現場を終始見ていた騒象寺に知られてしまい、ボコボコに痛めつけられる。その後、闇遊戯によって騒象寺は成敗され、この一件から遊戯と親しくなる。その後も登場し、遊戯たちともすっかり打ち解けており、DEATH-T編では、城之内に頼まれて、入院した双六の傍に付いていた。
アニメ版では未登場だが、『GX』では童実野町の住民リストに名前だけ登場している。
騒象寺（そうぞうじ）
童実野高校の男子生徒。
リーゼントの髪型がトレードマーク。歌をこよなく愛し、「オールナイト・ソロ・ライブ」を恒例で執り行っているが、殺人級の音痴であり、横暴な人物なために周囲からは避けられた存在となっているが、強引に有料パーティー券を弱気な生徒を利用して売り捌いているため、その被害は後を絶たない。遊戯と面識を持っていた友也を傷つけたため、闇遊戯のターゲットとなる。沈黙ゲームで勝負を進めたが、遊戯の自滅を確信したこととボリュームMAXのマイクを手放さなかった事が災いし、自身の鼓動がスピーカーに伝わってほぼ自滅の形で敗北。闇遊戯の罰ゲーム「心臓祭－ビートフェスティバル」を受けた。
アニメ版では未登場。
囚人ナンバー777
童実野刑務所から脱獄した死刑囚の男性。
額に777という数字が書き込まれているのがトレードマーク。本名は不明。行動を見る限り、占い事を信じるタイプである模様。刑務所から脱獄後、空腹と息切れで疲労していた所、杏子がアルバイトをしているバーガーショップ「バーガーワールド」を発見。腹を満たすために足を運び、杏子を人質に取って、その場に居合わせた遊戯を「気の弱そうなチビ」と罵倒しつつ酒と煙草「ラッキーストライプ」を要求。だが、遊戯に声を掛けた杏子に暴力を加えたことで闇遊戯の怒りを買い、命がけのゲームを挑まれてしまう、闇遊戯を射殺する直前に煙草用のライターを左手に乗せられて身動きが取れなくなってしまい、自身の煙草の火によってアルコールが引火して火達磨になってしまう。その後は病院送りとなった末、独房の中で静かにリハビリ生活を送ることとなった。
第1作では名前も異なるまったく別の犯罪者として描かれ、経緯も大幅に変更されている。
孤蔵乃（こくらの）
声 - 千葉繁（第1作）
童実野高校A組の男子生徒。
超能力予言者を自称する少年。実際は単なるインチキだが、陰で予言を実現させるための行動をするため、内容は必ず的中する。そのため、多くの熱烈な女子生徒の信者（アニメ版では「孤蔵乃親衛隊」と呼ばれている）が孤蔵野の周りに見られる。予言者として多くの女子の人気を得て有頂天になっていたが、薬で眠らせた杏子の胸を触ったり、予言を実現させるためにワザと本を机の上に置いて自ら遊戯を襲い図書室で怪我を負わせるなど悪行したため、闇遊戯の標的となる。闇遊戯と瓶を崩さずに紙を引くゲーム（アニメ版では時計に吊るされた瓶を落とさずに取るゲーム）をするも机の端に瓶が迫り、妄想を予言と勘違いした挙句敗北。イカサマも自ら招いた失態で、眠ったまま学園中に知られることとなった。
猪頭 吾郎（いのがしら ごろう）
童実野高校3年D組の男子生徒。
広島風と書かれたハチマキと長ランがトレードマークで、文化祭実行委員長を務める。かなり強引な性格で、遊戯たちが文化祭で建てたカーニバルゲームの敷地を、「この敷地はワシら3年D組の縄張りでお好み焼きを焼く伝統の場所である」と主張し、横暴な手段で取り壊すという暴挙に出て杏子や多くの生徒を傷つけたため、闇遊戯の標的となる。闇遊戯が考案した鉄板を使用したゲーム「鉄板アイスホッケー」で勝負を挑まれる。「へらを持たせたら自分の右に出るものはいない」と豪語しそのパワーを見せる。打ち返す力を徐々に強めていくことで追い詰めるが、闇遊戯にヘラを縦向きにして突き刺す戦法で自分のパワーを逆手に取られ火薬の入った試験管が高温となった鉄板に触れてしまい、爆風に飲み込まれて大火傷を負ってしまい敗北を喫した。負けはしたものの闇遊戯にとってはゲームで苦戦した最初の相手となった。
アニメ版では未登場だが、『GX』では童実野町の住民リストに名前だけ登場している。
野坂 ミホ（のさか ミホ）
声 - 野上ゆかな（第1作）
童実野高校の女子生徒で遊戯たちのクラスメート。髪を大きな黄色いリボンで束ねていて、友人たちからはリボンちゃんの愛称で親しまれている。図書委員を務めている。本田から片思いされて、告白を断った。
原作では大人しく物静かな性格で1話限りのゲストキャラクターだったが、第1作では活発でお喋りな性格に変更されたうえでメインキャラクターとなった。そのため、第1話から登場しており、原作では登場していない回でも登場している。基本的に女らしい性格だが失言も多く、一瞬にしてその場の空気を凍りつかせてしまうこともある。血液型はAB型で星座はおとめ座と公言している。水着は杏子とは対照的にワンピースタイプを好む。原作でミホが初登場する回での本田とのエピソードはカットされており、女子生徒まゆみ（声：住友優子）の城之内への片思いというオリジナルエピソードに変更された。他にモクバ初登場のストーリーがミホのストーカーとのエピソードにされる（これにより第1作ではモクバの登場はDEATH-T編でしか登場しない）など、主役のエピソードも作られた。モンスターワールド編ではお金持ちになりたいことから「妖精商人のミホ」となった。原作では杏子→城之内→本田の順で人形に魂を移され、最後に残った遊戯が自らの意思で人形に魂を移されたが、アニメ版ではミホ→本田→城之内の順で人形に魂を移され、遊戯と杏子は同時に人形に魂を移している。
第2作では登場していないが、『GX』では童実野町の住民リストに名前だけ登場している。
蝶野（ちょうの）
声 - 勝生真沙子（第1作）
童実野高校勤務の女教師。泣きボクロが特徴。
愛嬌のあるセクシーな女性で、同僚の教師や男子生徒から高い人気を得ているマドンナ的存在だが、いかなる些細な理由でも（交際を含め）校則を破れば生徒を退学（少なくとも15人以上は確認されている）させてしまうため、「退学魔女リン」という不名誉なあだ名を持つ。見た目はとても美しいが、それは過度の厚化粧によるもので、素顔は悪魔を彷彿とさせる程に凶悪。実際の性格も極めて傲慢で、生徒の気持ちをまるで考えない冷淡な人物。生徒を退学にさせているのも、私生活のストレスを解消したいためである。趣味は見合いで「この世のあらゆるゲス男どもをクソミソにけなして断る事」。ミホの机に入っていた本田のプレゼントを生徒たちの前に晒し、そのメッセージを読み上げるという暴挙に出たために闇遊戯の逆鱗に触れ、闇遊戯の力によって化粧が崩れ、素顔を生徒たちの前に晒してしまい逃走する破目となった。原作ではこれといった勝負をしていない上に闇遊戯と会話すらせずに終わっているが、アニメ版では原作とは異なった経緯から割った鏡を目隠ししながら、パズルのように組み立てるというゲームで闇遊戯と勝負。しかし、自分だけは目隠しを解いて、ゲームを続けたため、先に完成させながらもルール違反により、罰ゲームが発動。化粧で隠していた素顔を晒してしまう（素顔は原作と異なり、老婆のような老け顔となっていた）。アニメ版では初登場の回以降も何度か登場している。
アニメ版での校長の「お肌の曲がり角」発言から25〜30歳と想定される。原作版とアニメ版では若干衣装が異なる。アニメ版での髪色は赤に近いオレンジで、瞳の色は青。
ショップのオーナー
スニーカー専門店「ジャンキースコーピオン」のオーナーの男性。
毒を抜いていない本物のサソリをアクセサリーにしており、ペットとして飼育している。極レア物シューズ「エア・マッスル」を城之内に10万以上の金額を半額の値で譲るなど、気前の良さを見せていた。だが、その実態は「マッスル・ハンター」という不良集団を金で雇い、エア・マッスルを客に譲っては彼らに奪わせて金を得ている悪徳商人である。城之内たちに逆襲されたマッスル・ハンターがオーナーの秘密を暴露したために遊戯に秘密を知られ、闇遊戯の標的となる。ペットのサソリとエア・マッスルを用いた危険なゲームで闇遊戯とコインを競う勝負をするが、自分のペットのサソリをナイフで殺害しようと欲に駆られたことで墓穴を掘り、サソリに刺されて病院送りとなった。
アニメ版では未登場。
蛭谷（ひるたに）
声 - 石井康嗣（第1作）
隣玉高校の不良の男子生徒。中学時代に荒れていた城之内とツルんでいた過去があり、高校進学時に城之内とは別々の学校に進学したため、関係は疎遠となっていた。多くの不良を率い、「蛭谷さん」と呼ばれている。かなり凶悪な人物であり、目的のためなら命を落としかねない行為も平然と行う。城之内によると「今ほど腐ってはいなかった」とのことで、元々は初登場時程の悪党ではなかった。
グループの勢力をさらに拡大する目的から、童実野高校の生徒に闇討ちをかけると城之内を脅してグループの一員にした。取り巻きの1人が遊戯を殴りつけたことで城之内が反旗を翻し、意識改革と称して取り巻きとともに城之内を拘束してスタンガンで気絶させた。しかし、スタンガンを奪った遊戯によって成敗される。その後も城之内を仲間にしたいという執着から、遊戯や城之内の前にヨーヨーを悪用して再登場。遊戯から千年パズルを奪うも、最終的には城之内に得意のヨーヨーテクニック「ウォークオブドッグ」で倒され、グループも遊戯の策略により自滅した。
アニメ版では蛭谷が再登場するヨーヨーの回は省かれ、初登場の回にそれらが集約されている。
金倉（かねくら）
声 - 青森伸（第1作）
童実野美術館の館長の男性。
吉森教授の発掘の資金援助をし、共にエジプトの王家の谷で王墓発掘に携わった著名人。貪欲な性格で、その心は私利私欲に満ちている。遊戯の持つ千年パズルに関心を持ち、展示品としてそれを一日だけ貸してくれ、と頼み込み拝借するも、実際の目的は巨額の金と取引するためであった。後にシャーディーの闇のゲームによって裁かれ、心臓破裂によって死亡した。アニメ版では生存しており、意識不明の重体に留まっている。
PSソフト『遊☆戯☆王 真デュエルモンスターズ 封印されし記憶』では容姿が酷似した人物（カード屋）が登場している。
吉森（よしもり）
声 - 野島昭生（第1作）
童実野大学教授の男性。双六とは親交が深い。
金倉館長と共にエジプトの王家の谷で王墓発掘に携わった著名人。妻子あり。金倉と比べれば良心的な人柄をしているが、考古学や発掘への執着の強さ故、家族に構ってやれずにいる。後にシャーディーの千年錠の力によって完全に操られ、不気味で意思を持たないゾンビのような状態となってしまう。遊戯たちに執着し襲い掛かっていたために、城之内に暴行を受けたり、杏子に抵抗を受けたりしたため、後半ではかなりボロボロな姿となっていた。アニメ版ではシャーディーが来訪した際に大学の窓から転落し入院。代わりに本田がシャーディーに操られた。
鯨田（くじらだ）
声 - 飯塚昭三（第1作）
童実野高校の男子生徒。
おかっぱ頭の髪型で、かなりの肥満体型をしている。一人称は「僕様」。学校で大流行していた「デジタル・ペット君」の熱烈なマニア。かなり詳しい上に自身も飼育しており、貴重な隠れキャラのペット（アニメ版では「デビルマスター」という名前が加えられている）を所有している。だが、それを鼻にかけて高圧的な態度で自慢するなど、性格は傲慢。徐々に自身が飼育している隠れキャラのペットに洗脳されるようになり、クラスの生徒のデジタルペットを奪っては自身のデジタルペットに接続し、隠れキャラのペットの餌にするという暴挙に出る。遊戯の飼育している気弱な「U2」（ユーツー）をも餌にするために奪い接続するが、食べられる直前にU2が進化したため、U2の一撃によって鯨田のペットは倒され、正気に戻った（アニメ版では本田の育てたペットによってあっさり倒された）。原作では単独の悪党として描かれていたが、アニメ版では灰山に操られている脇役として描かれ、その性格も灰山が金を餌にしたことで増長していったという設定になっている。
不良三人組
花咲友也の父親を恐喝していた悪質な不良少年三人組。
ゾンバイアに傾倒している友也に悪党として相手となってもらい、それにわざと負けることで自信をつけてほしいと考えていた父親の頼みを受け、報酬として10万という大金を貰い、健気に付き合っていたが、実際は金蔓としか見ておらず、徐々に恐喝するようになる。そして、遊戯を誘拐したという嘘の予告と案内地図を書いた手紙を石で丸めて、花咲家の友也の部屋のガラスへと投げ割るという形で、友也に通告し呼び寄せる。その一方、父親に50万を払わなければ友也を嬲り殺しにするストーリーに変更すると要求。その場にやってきた花咲に暴行を加えると共に、全ては父親から金を貰ってやっていた芝居と告白。だが、この事態を友也の父から知らされた闇遊戯にゲームを仕掛けられ、成敗された。
アニメ版では未登場。
ストリートファイター
声 - 檜山修之（第1作）
ストリートファイトの常習犯である男。
ブルース・リーを敬愛しており、自身も空手やボクシングを経験しているなど、その道のやり手（アニメ版ではカンフーを体得していると発言）。しかし、格闘ゲームはかなり弱く、ブルース・リーをモデルとしたブルース・龍というキャラクター（遊戯も同じキャラクターを使用）を使用し、ゲームセンターで遊戯に挑戦者として対戦するが、全て敗北した。その腹いせのために遊戯に一方的に暴行を加え、ストリートファイトで潰した相手からは必ず戦利品を頂くとして、遊戯の千年パズルを奪うが、城之内と対峙。お互いにナイフの先端を口に銜えて（ただし、自分だけは、玩具のナイフ）勝負をするというゲーム「死亡遊戯」を展開。それに対し、城之内は「ナイフを加えるのは俺だけで良い。お前の口にナイフがあったら殴れないからな」としたことで優位に立つが、城之内が遊戯のために買っておいた缶コーラを顔にかけられた隙を突かれて、反撃の一撃を食らい、顎を砕かれて敗北した。
アニメ版ではドラゴンという名前に変更され、髪型も異なっている。ブルース・リーやブルース・龍の名前もドラゴン・ワンに変更。死亡遊戯も川の排水管の上で勝負し、落ちたら負けというものになり、ドラゴンは城之内に足払いされたことでヌンチャクを取り出すもコーラ攻撃で逆転され、排水管を掴んでいる状態となり、パズルを奪還された後、手を蹴られて転落。
本人は一度もストリートファイターと名乗っていないが、公式ガイドブックではストリートファイターと明記されている。
鶴岡（つるおか）
童実野高校勤務の男性教師。
「生活指導の鶴岡」として知られる教師。性格は極めて嫌味。生徒は教師には永遠に逆らえないという歪んだ教育理念を持つ。遊戯や仲間たちを取り柄のない落ちこぼれと言い切り、遊戯が杏子から譲り受けた携帯型愛称占い「ラブリー二号」隠しあててを踏み潰す暴挙に出ようとするが、その直後に闇遊戯からゲームなら負けないと一喝される。これに対して鶴岡はラブリー二号をどこかに隠し、それを一時間以内に見つけられなければラブリー二号を粉々にすることは勿論、遊戯、城之内、本田の3人を停学処分にすると言い切る。だが、杏子の協力と頭脳を働かせた闇遊戯によって、通信音で隠し場所を暴かれてしまう。実はハゲ頭で、それを隠すために着用しているカツラの中にラブリー二号を隠していたため、ハゲ頭であることがばれ、このことは秘密にしてほしいと嘆願する破目となった。
アニメ版では未登場。
プロデューサー
前述のディレクターと同様の放送局に勤務している。性格は傲慢かつ金銭欲が強く、貧乏人を見下し利用するなど、金の亡者のような男。また、前述のディレクター同様、過度なやらせも厭わない。「100万円!!ゲームDEゲット・ショー」という番組企画をプロデュースしているが、裏では絶対に100万円が手に入らないように故意的に細工しており、そういった貧乏人が必死にゲームにチャレンジするも、絶対に手に入らない姿が視聴者に受けると考えている。
たまたまそれに参加することとなった城之内はプロデューサーの関係者によって（「筋金入りの貧乏人」という理由で）選出され、複雑な家庭事情を抱いている城之内に興味を覚え、そのターゲットに選ぶ。城之内は順調にゲームを進め、遊戯や仲間たちの応援を受ける。だが、トイレを済ますためにZTV放送局をうろついていた遊戯にインチキの秘密を聞かれてしまい、闇遊戯となって激怒した彼に、ペンキを利用した運任せのゲームを挑まれる。グルになっていた関係者が運悪くハズレを引いた不運でスイッチがペンキまみれになって妨害できなくなってしまい、ゲームに敗北。闇遊戯の罰ゲーム「マインド・オン・エア－本性暴露－」を受け、その本性をテレビの前で曝け出すこととなった。
アニメ版では未登場だが、第1作で容姿の酷似した人物が一度登場している。
名蜘蛛 コージ（なぐも コージ）
声 - 冨田真
童実野高校の男子生徒。
腕相撲式格闘ゲーム「モンスターファイター」を嗜むゲーマーだが、性格は自己中心的で、きわめて乱暴である。遊戯によって校内で大流行となったモンスターファイターの所持者にゲームを挑んでは勝利し、次々と奪っては三万で売るという横暴な商法を行っていた。その一環として遊戯を呼び出しゲームを挑むが、暴力という卑劣な手段で遊戯との勝負に勝ち、遊戯のモンスターファイターを奪う。この暴挙に怒りを覚えた遊戯は、城之内からモンスターファイターを拝借し、闇遊戯として名蜘蛛に再戦を挑む。闇のゲームを展開させ、勝負をするも、またしても名蜘蛛は暴力を用いるという汚い手でゲームに勝とうとする。だが、初戦は敗北し。顔にヒビが入ってしまう。次戦では勝利するが、最終的には闇遊戯が闇レベルをあげたことによりモンスターファイターに足止めされ（闇遊戯曰く「お前のモンスターも「悪」に心は渡さなかった」）最終的に名蜘蛛は敗北。モンスターファイターと一体化する罰ゲームを受けた。
バトルシティ編では「ダイヤモンド・ドラゴン」をアンティとして出場。予選デュエルにおいて、負かした相手のアンティカードにケチを付けて、別のレアカードか金を要求。運営委員として注意しに現れたモクバに楯突いたことから海馬の怒りを買い、ダイヤモンド・ドラゴンを破り捨てられてしまった（アニメ版ではカット）後、海馬のお詫び（アニメ版では情け）として、海馬のトランク内のレアカードでデッキ強化を行い、海馬に挑むもオベリスクの前に敗北する。
『GX』では童実野町の住民リストに名前だけ登場している。
トランプ爆弾魔
声 - 中尾隆聖（第1作）
トランプを用いて無差別爆破テロを引き起こしている連続爆弾魔に男性。
犯行数は過去三度、最低死傷者を8名出している凶悪な愉快犯である。遊園地の観覧車で4度目の爆弾事件を引き起こし、杏子が面白くなるとわざと逃げ遅れてその人質的立場に立たされた。闇遊戯は爆弾魔の相手をしていた爆弾魔事件捜査本部長（声：糸博）に代わって、トランプゲーム「時計（クロック）カード・ゲーム」の挑戦を受ける（アニメ版では別のゲームに変更されている）。だが次々とヒントが明らかにされて最終的に爆弾魔はその勝負に敗北し、闇遊戯によって居場所を明らかにされてしまった。アニメ版では闇遊戯の罰ゲームによって搭乗している13番目の観覧車に爆弾があるという幻惑に翻弄され、観覧車から転落した末に逮捕された。原作では顔の半分しか描かれていなかったが、アニメ版では素顔が明らかとなっている。また、原作よりもより凶悪犯・愉快犯として色濃く描かれている。
井守 はじめ（いもり はじめ）
声 - 浦和めぐみ（第1作）
童実野高校の男子生徒。遊戯のクラスメート。
ゲームコレクターの祖父が戦時中に中国で入手した「龍札（ドラゴン・カード）」（アニメ版では「龍牌（ドラゴン・ブロック）」）を所有している。双六にゲームの危険性を説かれるが、逆にその危険性と、闇の力が封印されている事実に好奇心を覚える。作中では数少ない千年パズルの秘密を知っている人物で、千年パズルを入手して闇の力を得た遊戯に憧れのような感情を抱いていた。遊戯に代わって闇の番人になろうとプールの授業を受けている遊戯の目を盗んで千年パズルを盗み取り、手紙で遊戯だけを自分のもとへと呼び出し、龍札の封印を解き、闇のゲームで遊戯に挑戦する。負けた者は魂を「心鎮壷（シンツェンフー）」と呼ばれる壷に封印され、三ヶ月かけて魂を消化されてしまう。ゲームに敗北した遊戯は魂を奪われるが、直前にパズルに触れることに成功し、闇遊戯が登場したことによってゲームは続行。闇遊戯も追い詰めようとするも土龍に翻弄されてゲームには敗北し、自身の魂を奪われ心鎮壷に封印された。アニメ版では、「龍牌」の封印を解いたことによって生じた傲慢な心のみが封印され、遊戯と共に「龍牌」を封印し、無事生存している。また、苛められっ子として描かれるなど、原作の不気味なキャラクターとは異なった描写がなされている。さらに遊戯との出会い、「龍牌」の入手、その使用の経緯も大幅に変更されている。また、家が大きな屋敷であることなどが描写された。原作では苗字のみだったが、第1作でフルネームが設定された。『GX』にも童実野町の住民リストに名前だけ登場している。
根津見（ねづみ）
童実野高校の男子生徒。
遊戯のクラスメート。名前通り、ネズミとよく似た容姿をしており、性格も小心者だが根っからの悪人ではなく、蛭谷に一味であることが暴露された際は辛そうな表情を浮かべている。
蛭谷の部下の不良三人組に脅迫され、ヨーヨーの的にされたという経験があるらしく、ヨーヨーを嫌悪している。実は蛭谷の使い走りであり、正義感の強い遊戯・城之内を上手く扇動し、蛭谷一派の下へと連れてゆく。蛭谷一派が成敗された後は、その場から逃走した。
アニメ版では未登場。
刈田（かりた）
声 - 平野正人 / 岩崎征実（劇場版『THE DARK SIDE OF DIMENSIONS』）
童実野高校勤務の体育担当の男性教師。
大柄な体格と特徴的な髪型がトレードマーク。性格は嫌味で態度がでかいため、女子生徒から嫌われている。転校初日の獏良に脅迫めいた態度で迫り、明日までに長髪を五分に刈るように強要。しかし、そういった暴挙に出たためにバクラの標的となり、罰ゲームを受けて人形に魂が封印されてしまう。その後モンスターワールドの住人「村人D」としてバクラに利用され、ゲーム内で遊戯たちに助けを求めるもバクラの圧力に屈してしまう。その後は遊戯の活躍もあり、無事元の姿に戻ったが、高圧的な態度は変わっていないため、城之内と本田からは「あのまま村人Dのままでいれば良かったのに」と愚痴を言われた。

## DEATH-T編
謎のアサシン
DEATH-Tで海馬に雇われたゲーム参加者の一人の男性。名前・国籍ともに不明。容姿はアジア系。
現役の殺し屋であり、狙われた相手は生存率0と言われている。DEATH-T1「シューティング・スターダスト」で賞金首の遊戯たちを他の二人と迎え撃つが、本田とジョージの奇策によって倒される。
アニメ版では未登場。その代わりに元軍人の女性ブルー（声：西川宏美）が登場している。
ボブ・マクガイア
声 - 佐藤正治（第1作）
DEATH-Tで海馬に雇われたゲーム参加者の一人の男性。国籍アメリカ。
元SWAT狙撃班のリーダーという経歴を持つ。どんな遠距離でも必中の腕前と評される程の実力者。DEATH-T1「シューティング・スターダスト」で賞金首の遊戯一行を他の二人と迎え撃つが、本田とジョージの奇策によって倒される。アニメ版では名前をブラックと変更され、登場している。
ジョニー・ゲイル
声 - 江川央生（第1作）
DEATH-Tで海馬に雇われたゲーム参加者の一人の男性。国籍アメリカ。
元グリーンベレー大佐。ゲリラ戦を得意とする。DEATH-T1「シューティング・スターダスト」で賞金首の遊戯たちを自身のゲリラ戦で粉砕しようとするが、大胆不敵な城之内の奇襲戦法によって油断。射撃でケリをつけようとするが、城之内に顔面に蹴りを入れられ気絶。あっさりと倒されてしまった。アニメ版では名前をレッドと変更され、登場している。
海馬邸執事
声 - 西村仁
海馬邸に仕える執事の男性。
本来は海馬瀬人の世話係のような存在だが、DEATH-T2「ホラーゾーン」「死の電気椅子ライド」では黒いフードを羽織り、死の電気椅子ライドの案内人を務める。声を発すると100万ボルトの電流が流れるという恐ろしいゲームを強制し、姑息な手で様々な拷問を与えてゆくが誰一人も耐えられ、唯一動けるジョージが彼の膝の上で脱糞したため、逆に悲鳴を上げ、100万ボルトの電流の餌食となり、丸焦げとなった。乃亜編においても海馬の回想の中で登場した。
チョップマン
DEATH-Tで海馬に雇われたゲーム参加者の一人の男性。
キャンプ場惨殺事件の犯人で、切り刻む男（チョップマン）と呼ばれている犯罪者。本名は不明。童実野の湖のほとりにあるキャンプ場を訪れたボーイスカウトの少年10人を一夜の間に切り刻んで惨殺した。消息不明で捕まっていなかったが、残酷な心を持つ者こそを必要としていた海馬により雇われていた（厳密に言えば後述の殺人の館（マーダーズマンション）責任者として海馬コーポレーションに就職した）。また、マスクのようなもので顔を隠しているため、素顔もほとんど見えていない。DEATH-T2「ホラーゾーン」「殺人の館（マーダーズマンション）」の主として遊戯たちを襲い、チェーンデスマッチで城之内と対峙するが、ピッキングで鍵を外され脱出された。最期は城之内に蝋燭の炎を床の油に引火され焼死した。理性がほとんど無く、凶暴な性格の持ち主だが、海馬の言葉には動物のように従順に従っていた。後に「凶悪犯－チョップマン」としてデザインは変更されるもののOCG化された。アニメ版では未登場。代わりにマーダーマシーン（殺人機械）ブラッドが登場している。

## 決闘者の王国編

### 参加者
インセクター羽蛾（インセクターはが）
声 - 高乃麗
7月21日生、14歳、蟹座、身長162cm、体重51kg、血液型A型、好きな食べ物：はちのこ、嫌いな食べ物：肉料理
特徴的な丸眼鏡とおかっぱ頭がトレードマークの東日本代表のデュエリストの少年。口癖は「ヒョ」（ヒョヒョヒョと高笑いをする時や、冷笑する際に決まって口にする）。一人称は「オレ」もしくは「ボク」（アニメではドーマ編序盤までほとんど「ボク」と言っている）。
インセクト（昆虫）デッキを操り、王国編では「究極完全態・グレート・モス」を切り札としつつも下級昆虫モンスターを徹底的に強化していく戦術、バトルシティ編では「インセクト女王（クィーン）」を中心とした新デッキを用いて昆虫族のトリッキーな効果を活かした戦術を披露。
全国大会で優勝するほどの実力者だが、戦略的に有利に立つためなら手段を選ばず、遊戯の「エクゾディア」カード5枚を海に投げ捨てたり、城之内とのデュエルでは彼のデッキに「寄生虫パラサイド」のカードを仕込んだ。ただし、いずれのデュエルにおいても逆転を許しており、闇遊戯には「弱昆虫野郎（よわむしやろう）」や「お前、弱いだろ」などと侮辱され、格下に見ていた城之内からも同様のことを言われてしまう。
王国ではペガサスから事前にフィールドパワーを教えられていたため、森の多いフィールドに誘い込んだ遊戯相手に大会最初のデュエルを展開。遊戯はスターチップ2個を賭けることを提案し、城之内に渡したことで足りない分のスターチップの代わりに、命（文庫版とアニメ版ではデッキ）を賭けたことから、スターチップ2個賭けを了承した。最終的には「グレート・モス」を倒されたことで敗北。最初の脱落者となり、デュエルグローブは城之内に使われることになった。
バトルシティでは遊戯への復讐の前哨戦として城之内にデュエルを挑む。事前に仲間を通じて城之内のデッキに「寄生虫パラサイド」を仕込みそれを利用した戦術で優位に立つも「鉄の騎士 ギア・フリード」により敗北。パズルカードとレアカード（うち1枚は「インセクト女王」）2枚ずつをルールにより城之内に渡すことになった。なお、アニメ版では「究極完全態・グレート・モス」も召喚したが「寄生虫パラサイド」とサイコロコンボで破壊された。
アニメ版ではバトルシティ編以降のシリーズにも登場し、竜崎と行動をともにするようになる。ドーマ編では全国大会で優勝後、周囲から尊敬の眼差しを浴び、竜崎と結託してサインの返礼でレアカードを貰うなどの行動を取っていたが、王国で遊戯に敗北し、最初の脱落者となったことから掌を返されるようになり、サインの少年からは彼の頼みを聞いた兄とその不良仲間たちから竜崎共々半殺しの目に遭い、レアカードを奪い返されたことが竜崎の口から語られた。ドーマ事件では最初は被害者だったが、レアカード欲しさに遊戯たちの後を追って、アメリカに密航した際、ドーマの傘下に入る。闇遊戯に復讐戦を挑み「ティマイオスの眼」の発動に失敗したことにもう一人の遊戯が封印されていると嘘をついて「ゴキボール」を破るも「狂戦士の魂（バーサーカー・ソウル）」の効果を得た「魔導戦士 ブレイカー」でLPが0になっても杏子に制止されるまで滅多切りにされた。「オレイカルコスの結界」の効果により魂が封じられてしまったが、ドーマとの戦いが終わった後は竜崎と同じ病院で意識を取り戻す。KCグランプリ編では大会に乱入参加するがジークに瞬殺され、KCの手で日本に強制送還された。記憶編では遊戯たちがエジプトに出発する前夜、遊戯の自宅に侵入して、神のカードを盗むも（原作では名もないキャラクターが単独で行っている）バクラによって失敗に終わる。また、ドーマ編開始時にも神のカードを強奪しようとしていた。
劇場版『遊☆戯☆王』の海馬のコンピュータのリストによれば、住所は東京都千代田区神田駿河台1-2-5となっている。
英語版での名前はWeevil Underwood。
ダイナソー竜崎（ダイナソーりゅうざき）
声 - 藤井欣（第2 - 59話）→中村悠一（第131話以降）
12月29日生、15歳。山羊座、身長165cm、体重52kg、血液型O型、好きな食べ物：たこ焼（千年の書の解説ではタコ）、嫌いな食べ物：ピーマン
ダイナソー（恐竜族）デッキを使う西日本代表のデュエリストの少年。全国大会準優勝のキャリアを持つ。関西弁が特徴。一人称は「ワイ」（アニメでは11話と12話のみ「オレ」とも言っている）。ニット帽（王国編ではベストも）を常時着用しており、ワイルドな風貌をしている。
そのパワフルで高い攻撃力を持つ恐竜族デッキを主に使用することから、ダイナソーの通り名を持つ。王国編での切り札は「真紅眼の黒竜」で、主力カードとして「二頭を持つキング・レックス」を使用。アニメ版では恐竜族だけでなく、「エビルナイト・ドラゴン」や「タイラント・ドラゴン」などドラゴン族も頻繁に使用している。しかし、モンスターのパワーで相手を捻じ伏せるといった猪突猛進な戦い方が目立ち、それゆえにモンスターを魔法・罠カードで徹底的に強化する戦術を得意とする羽蛾や舞にあっさり敗北。王国編では他のデュエリストに勝利しているが、勝利の瞬間を描かれたことはない。
王国編ではペガサス島行きの船の中で舞にデュエルで敗北した後、家来のような扱いを受け、城之内と対決。恐竜デッキを用いていたが、「時の魔術師」を使用されて敗北。デュエル中に申し込んだ賭けにより、「真紅眼の黒竜」を城之内に渡した。
バトルシティでは絽場とのデュエルで早々に敗退。アニメ版では、その直後の城之内と絽場のデュエルにおいて、城之内のギャンブルデッキに驚愕しつつも（原作では絽場が驚愕している）勝利への執念で運を引き寄せたことに気づいた。
アニメ版ではバトルシティ編以降のシリーズにも登場。上述のように羽蛾とのコンビで活動し、ドーマ編では羽蛾同様に自分の地位を鼻にかけていたことや、王国での敗退が元でおちぶれていったことが語られた。ドーマ加入後は「真紅眼の黒竜」の一件も込めて城之内に復讐戦を挑み、「オレイカルコスの結界」でパワーアップし、一度は城之内を追い詰めるも敗北し、オレイカルコスに魂を封印された。ドーマ事件後はKCグランプリに乱入し、羽蛾とのタッグでジークに挑むも瞬殺される。ドーマ編冒頭では大金を払ってまで神のカードを手に入れるようとしたが、記憶編では羽蛾の影響を受けてか盗みを行った。記憶世界での戦いの影響で現実世界が天変地異に見舞われた際やエピローグにも登場し、エピローグでは羽蛾と口論後にデュエルを行った。
劇場版『遊☆戯☆王』にも登場しているが、第2作とは色彩設定が異なる。海馬が主催するデュエル大会に出場したが、海馬とのデュエルに負け、泣きながら走り去っていった。
初登場時の容姿と王国編以降の容姿・背格好は若干異なる。2003年に発売されたゲームボーイアドバンスソフト『遊☆戯☆王デュエルモンスターズ8 破滅の大邪神』（以下、DM8）によると、「真紅眼の黒竜」を失った後の魂のカードは「二頭を持つキング・レックス」としている。ゲーム版では竜崎を代表するモンスターとして頻繁に登場しており、原作における全国大会決勝戦においてもインセクター羽蛾に対して切り札として使用している。
英語版での名前はRex Raptor。
梶木 漁太（かじき りょうた）
声 - 浪川大輔（幼少期：中尾友紀）
3月1日生、19歳。魚座、身長178cm、体重68kg、血液型B型、好きな食べ物：魚料理、嫌いな食べ物：椎茸
海デッキを扱うデュエリストの少年。全国大会第三位の実力者（アニメ版）。
漁師としても活動している「海の決闘者」で、土佐弁や広島弁が入り混じった喋り方が特徴で男気溢れる熱血漢。遊戯や城之内と対戦した者（特に王国編から登場しているキャラクター）の中では数少ない、正々堂々とした戦い方を好み、「海」のフィールドを利用した戦術「シー・ステルス」を得意とする。一人称は「オレ」だが、稀に「ワシ」も使用。
王国編においては「海竜神（リバイアサン）」を切り札としたデッキを使用。賞金で船（ソーラー電池や魚群探知機搭載の最新の漁船）を買おうとしていた。海岸に焼き魚を設置してデュエリストを誘き寄せるという手段で遊戯たちと接触し、遊戯にデュエルを挑むも「シー・ステルス」の弱点を見抜かれて敗北した。
バトルシティ編では、生まれて初めての童実野水族館でシャチと戯れている最中に現れた城之内と対戦。水難事故で生き別れとなった父親（声：岩崎征実）の面影を重ねている「伝説のフィッシャーマン」を中心とした「シー・ステルスII」を駆使するが、城之内に破られてしまう。最終的には「伝説のフィッシャーマン」を墓地に置くことへの抵抗感から攻撃力の高い「要塞クジラ」を蘇生させずに敗北する。デュエル終了後は自立のために「伝説のフィッシャーマン」を城之内に託した。アニメ版では「伝説のフィッシャーマン」は遭難する前の父が購入したもので、その後、息子の元に届けられたカードとされた。デュエル以外では鯱のシャチ子のショーを行う女性トレーナー（声：大浦冬華）が熱で倒れたことからピンチヒッターを引き受けて、シャチ子のショーを行った。
劇場版『遊☆戯☆王』では海馬のコンピュータのリストに名前のみ登場。住所も表示されていた。
英語版での名前はMako Tsunami。
キース・ハワード
声 - 駒田はじめ
8月12日生（26歳）、獅子座、身長190cm、体重85kg、血液型O型、好きな食べ物：ステーキ、嫌いな食べ物：寿司
かつて、全米一のカードプロフェッサー（賞金稼ぎ）として名を轟かせ、不敗伝説を打ち立てたデュエリスト。
カードプロフェッサーゆえにあらゆるデッキを使いこなし、主に機械デッキを使用。切り札は「リボルバー・ドラゴン」。使用する機械モンスターはあらゆる魔法攻撃を無効化する「対魔法装甲」を備えており、その重装備で敵を殲滅、場を制圧する。
アメリカ国旗のバンダナとサングラスがトレードマーク。数々の大会で輝かしい戦果を残しており、賞金をすべて掻っ攫うことからバンデットキース という異名を持つ。目的のためなら手段を選ばない性格で、王国編ではイカサマや窃盗も平然と行い、正々堂々としたデュエルを是とする城之内に対しては「カードゲームはいかに相手を陥れるかを競い合う勝負」と吐き捨てている。また、本人の弁によれば「今まで倒してきた相手は二度とカードを手にしなくなった」という。
過去にニューヨーク・デュエルスタジアムを舞台に、ペガサスに勝負を挑んだことがある。ペガサスは「全米にTV中継を流すこと」などを条件に勝負を引き受けたものの、デュエル開始早々に初心者の少年トム（声：石橋美佳）と交代。キースは負けることを恐れて逃げたものと見なしたが、これはペガサスの罠であり、密かに千年眼の力でキースの戦術の全てを見通し、対処法を記したメモをトムに渡していた。その結果、キースは為す術もなく完敗。さらに追い打ちをかけるようにペガサスはこの光景を「初心者でもチャンピオンに勝てるカードゲーム」と称して自社製品のCMに仕立て上げてしまい、キースは全てを失うこととなった。これを契機にペガサスを激しく憎むようになり、勝つためには手段を択ばない性格になった。
苦杯を嘗めさせられたキースはデュエル界から姿を消し、酒やドラッグに溺れ、危険なギャンブルにまで手を染めるなどして落ちぶれていく。その一方で転落人生という名の地獄から抜け出すにはペガサスを倒すしかないとの考えにも至っており、恨みを晴らすべく 「決闘者の王国」に不法参加。「王国には40枚のデッキしか持ち込めない」という大会ルールを無視し、着用するチョッキに何種類ものデッキを忍ばせ、自らを慕う骨塚、佐竹、高井戸のデッキを強化してスターチップを集めさせていた。骨塚脱落後は、高井戸と佐竹からチップを強奪。一度もデュエルすることなく準決勝戦に進出する。
飛び入り参加ゆえに参加証カードを所持していなかったため、ベスト4での対戦相手である城之内の参加証カードを盗み出し、脱落させようとしたが城之内が舞から参加証カードを譲り受けて失格を免れたため、城之内とのデュエルを展開。落ちぶれたとはいえ、全米チャンプの腕前は健在であることを証明するが「リストバンドに隠してあるカードを使う」というイカサマも平然と行う。最終的には自身のカード「時の機械－タイム・マシーン」を逆に利用されて敗北。ペガサスへの復讐を諦めきれなかったため、ナイフ（アニメ版では拳銃）をペガサスに突き付けて、賞金を渡すように脅迫するが、ペガサスから無法の全てを見抜かれて「デュエリストのマインドを失った」と吐き捨てられた末「自身の人差し指が形を変えた銃で自身の頭を撃ち抜く」という闇の罰ゲームにより死亡する。アニメ版では、城之内に敗北した直後、城之内の参加カードが城之内本人のものではないことを理由に彼を失格させようとする往生際の悪さを見せる。城之内は素直に自分の参加カードではないことを認めるが、逆にキースが、そのことを知っている謎に繋がり、ペガサスの口からキースの不正が公になった。最終的には、キースは床の落とし穴から海へと落とされ、王国を強制追放された。
アニメ版では王国追放後、海を漂流中にグールズの船と遭遇し、マリクに拾われて洗脳を施され、グールズの一員にされた。占い師に化けて遊戯から千年パズルを強奪した後、遊戯を廃工場へ導き、千年パズルをかけて、本来の遊戯とデュエルを行う。「機械王」を中心とした新機械戦術を展開し、それらを攻略された後は「ゼラ」や「ホーリー・ナイト・ドラゴン」といった複製レアカードを使用。王国での城之内戦の時と同じように隠しカードを用いる不正行為も行った デュエルを行っているうちにマリクの洗脳に抵抗する様子を見せるようになり、バクラの力で洗脳が弱まったことで、マリクの命令に抗い錯乱状態に陥る。そして、遊戯の千年パズルを崩し、さらにガスタンクを破壊し火事を起こした。その後は逃走 し、消息不明となった。
ゲーム版のDM8では最終的にマリク脱退後のグールズを乗っ取り、ネオ・グールズとして決起し、暗躍する姿が描かれた。また、このゲームに登場したレベッカの「ペガサスやキースがいなくなってアメリカのデュエリストレベルは低くなった」との発言から、ペガサス同様、かつての全米における名声と地位、デュエリストに対する影響力の大きさがうかがえる。2005年に発売されたニンテンドーDSソフト『遊☆戯☆王デュエルモンスターズ NIGHTMARE TROUBADOUR』ではペガサス共々、乃亜に洗脳された際、ペガサスのしもべとして動いていた。事件解決後は闇のデュエリストとして単独で行動している。
作者曰く、キースが機械族デッキを使用する理由は、その冷徹な性格を反映させているためだという。また、多彩なデッキを使用しているという設定から、（どんなデッキを使用させるか）悩んだとも述べている。また、作者はお気に入りの悪役として、海馬に次いでキースを挙げている 。
劇場版『遊☆戯☆王』では海馬のコンピュータのリストに名前のみで登場。住所不定となっていた。
ゴースト骨塚（ゴーストこつづか）
声 - 鈴木真仁
6月6日生、15歳。双子座、身長149cm、体重42kg、血液型O型、好きな食べ物：お煮しめ、嫌いな食べ物：蕎麦
ゴーストデッキを使用する不気味な少年。語尾に「〜なんだゾ」を付けて喋るどこか弱々しい印象の不気味なデュエリストで背は低く小柄な容姿。
佐竹と高井戸と共にキースの傘下に身を置き、スターチップを入手していく。キースの命令で城之内を拉致し、墓場フィールドで対戦。キースのカードを含んで再構築された自身のデッキとキースの助言の下、パワーアップしたアンデット軍団で真紅眼の黒龍も倒し、後一歩という所まで城之内を追い詰めるが右腕に盾を左手に剣の効果でアンデット軍団の盲点を突かれたために敗北。デュエル終了後、キースの指示で洞窟に遊戯たちを閉じ込めるもキースに罵倒されながら痛めつけられ、スターチップも全て奪われたために脱落。
バトルシティではバクラに圧倒された上、罰ゲームにより倒れてしまう。
アニメ版でのバトルシティ編では佐竹と高井戸と行動を共にしており、大会にはキースの鼻をあかすためにも参加したが夜の墓地で参加者を脅し、戦わずしてパズルカードを集めるという姑息な手段を用いていた。原作では詳しい描写が不明だったバクラとのデュエルは全体的に描かれ、多少のダメージは与えたものの召霊術とエクトプラズマーにより敗北。罰ゲームで骨塚たちは闇の世界に飲み込まれた。バクラ消滅後の生死は不明。
ゲーム版DM8ではネオ・グールズとして暗躍するキースの傘下に着くよう、レア・ハンターから強要されるが拒否している。王国編における屈辱を根に持っているらしく、逆に善玉として遊戯一行に協力していた。同作によると、魂のカードは「ゴースト王－パンプキング－」である。
劇場版『遊☆戯☆王』の海馬のコンピュータのリストによれば、青森県在住となっている。詳しい住所も表示されていたが、住所名には墓場・死体・4242などが入っていた。また、こちらでもリストにパンプキングのカード名が一部表示されていた。
英語版での名前はBonz。
佐竹（さたけ）
声 - 森訓久
王国編で初登場。骨塚の仲間の1人で大柄な体型が特徴の少年。
骨塚同様、キースの傘下に身を置き、キースのバックアップとアドバイスで勝ち抜いてきた。骨塚の敗北後、キースに見限られ、痛めつけられた挙句、スターチップを奪われて脱落。
アニメ版ではバトルシティ編にも登場。骨塚がバクラに敗北した巻き添えで闇の世界に飲み込まれた。
高井戸 清（たかいど きよし）
声 - 竹本英史
王国編で初登場。骨塚の仲間の1人で眼鏡をかけた細身の体型が特徴の少年。下の名前はアニメ版（レアハンターのパソコン内）で判明。
骨塚、佐竹と共にキースの傘下に身を置き、キースのバックアップとアドバイスで仲間と同様に勝ち抜いてきた。墓場フィールドまで拉致した城之内を「負け犬」呼ばわりする姿も見せる。骨塚の敗北後、キースに見限られ、痛めつけられた挙句、スターチップも奪われたために脱落。
アニメ版ではバトルシティ編にも登場。骨塚がバクラに敗北した巻き添えで闇の世界に飲み込まれた。

### インダストリアル・イリュージョン社
マジック&ウィザーズ（アニメ版ではデュエルモンスターズ）の製造・販売を行っているゲーム会社。略称I2。名誉会長はペガサス・J・クロフォード。
海馬コーポレーションと提携して、マジック&ウィザーズのモンスターのソリッドビジョン化に成功している。『GX』およびアナザーストーリー漫画『遊☆戯☆王R』にも登場。
ペガサス・J・クロフォード
声 - 高杉Jay二郎
詳細は上記項目を参照。
Mr.クロケッツ
声 - 永野善一
ペガサスの忠実な執事の男性。一人称は「私」。
決闘者の王国 決勝トーナメントでは司会進行役を務める。
海馬には卑しい態度を取っていたが城に入れないと悟った海馬によってジュラルミンケースで殴られた上、人質として銃を突きつけられてしまう（アニメ版では人質描写はカット）。ペガサスの敗北後、遊戯たちにペガサスが海馬コーポレーションを手に入れようとした理由を教え、賞金の小切手や海馬のジュラルミンケースも渡した。
アニメオリジナルのドーマ編ではペガサスの命令を受け、遊戯たちをアメリカに案内する。
英語版での名前はCroquet。
猿渡（さるわたり）
声 - 滝下毅 / 岡崎雅紘 / 稲田徹（劇場版『遊☆戯☆王』）
I2社の社員の男性。
DEATH-T編で初登場。元々は海馬コーポレーションでモクバの護衛をしていたが、初登場した時点でI2社に寝返っており、海馬コーポレーション内の情報をI2社に流していた。王国でモクバを再度捕らえた際にそのことを明かし、遊戯と死者の腹話術師のデュエルの最中、モクバをペガサス城に再度連行した。海馬と対面した際はクロケッツを人質にした海馬に驚愕しながらも彼にモクバが入手したスターチップを手渡している。ペガサス敗北後は海馬を解放した。
初登場のDEATH-T編では角刈りヘアーだったが、再登場となる王国編では角のような尖った頭をした髪型になっている（モクバには最初誰だか気付かれなかった）。
劇場版『遊☆戯☆王』では、デュエルモンスターズ大会への出場を拒む遊戯と翔吾を襲うも城之内に阻まれる。しかし、別の黒服が逃げた2人を襲い、遊戯の千年パズルと翔吾のレッドアイズを強奪した。
第2作では強制退去されることになった少年を捕まえた際、本田に一本背負いされながらも受け身からの飛び蹴りを本田に浴びせている。DMクエスト編ではビッグ5側で活動し、海馬を救出しようとするモクバを追跡。モクバと遊戯たちがDMクエストに赴いている間、彼らを守っている本田と杏子を追い詰めるが、遊戯たちが海馬を救出し、ゲームクリアもしたことで退くことになる。
英語版での名前はKemo。
死者の腹話術師（ししゃのふくわじゅつし）
I2社から派遣されたプレイヤーキラーの男性の1人。
痩身体型の不気味な印象を持つ腹話術師。口は不気味なマスクで隠されている。
海馬の操り人形を片手に猿渡が盗んだ海馬のデッキで遊戯とのデュエルを展開。「青眼の白龍」で遊戯を追い詰めながらも海馬が意識を取り戻したことで2枚目の「青眼の白龍」は消滅し、最終的には遊戯の「青眼の白龍」蘇生コンボで敗北。愛用の人形が自身の姿に変化する罰ゲームを受ける。なお、勝利の決め手となった2枚目の「青眼の白龍」は遊戯からは「海馬の魂の宿ったカード」と称された。
アニメ版では「死の物真似師（しのものまねし）」という肥満体型の別人に変更されている。
闇のプレイヤーキラー
声 - 金子はりい
I2社の社員で、同社から派遣されたプレイヤーキラーの男性の1人。
大柄な男で威圧的な容姿の持ち主。真夜中に島に残っているデュエリストに強引にデュエルを挑んでは「闇晦ましの城」でフィールド全体を闇で覆い隠し、闇に身を隠しながら敵を攻撃する戦術で勝利し、スターチップを奪う文字通りのプレイヤーキラー。そのため、両腕に大量のスターチップを宿した腕輪を着用している。
夜、テントで休んでいる舞を強引にデュエルに連れ込み勝利。デュエル中の舞の悲鳴で駆け付けた闇遊戯ともデュエルを行う。「闇晦ましの城」の効果で優位に立つものの、闇遊戯の話術によって冷静さを失っていく。闇遊戯が魔法カード「光の護封剣」が勝利の切り札であることを明かし、その過程で一枚のカードを伏せたため、プレイヤーキラーはこれを「光の護封剣」と錯覚。「カードを狩る死神」で除去しようとするが、伏せていたカードは「六芒星の呪縛」であり捕獲されてしまう。その後、主力カード「闇魔界の覇王」で闇遊戯のモンスターを攻撃するも、その矛先が「カードを狩る死神」の位置と被ってしまい自爆。そして闇遊戯に「光の護封剣」を使用され闇をかき消されてしまう。「メタル・ガーディアン」や「カオス・シールド」で防衛に回るも、「竜騎士ガイア」の特攻で「闇晦ましの城」の浮遊リングを破壊され、「光の護封剣」の効力が消えて支えを失った城は落下。真下にいたモンスターたちは「カオス・シールド」によって逃げ場は失っていたため全滅し、デュエルに敗北。舞のスターチップを奪い返され罰ゲームで精神を闇に閉じ込められ失明した。その戦術から闇遊戯に「安全な場所を確保しなければ攻撃できない臆病者」と酷評される。しかしデュエル自体は正々堂々と行っており、戦いを有利に進めるためにイカサマや小細工を用いることもなかった。舞を奇襲した際もデュエルを申し込む以外に特に手を出していない。
なお、遊戯とのデュエルでは遊戯の足りない分のスターチップは遊戯自身が自分の命で補うことにし、闇のプレイヤーキラーはワイヤーロープを遊戯の首に巻き付けた。アニメ版では不足分のスターチップの代わりを遊戯の命で補う提案をしたのは闇のプレイヤーキラーとなり、ワイヤーロープはデュエル・リングから出現させた火炎放射器に変更された。敗北の罰ゲームもマインドクラッシュとなった。
英語版での名前はPanik。
迷宮兄弟（めいきゅうきょうだい）
声 - 松山鷹志（迷）、西村仁（宮）
I2社から派遣されたプレイヤーキラーの男性にして、双子の兄弟であり、兄が迷、弟が宮である。
地下ダンジョンの番人を称し、地下深くに築かれた迷宮フィールドで遊戯・城之内組と対戦、シリーズ初のタッグデュエルを行なう。迷宮という特異なフィールドを利用する一方、「迷宮の魔戦車」やペガサスが自分たちのために作ってくれた「ゲート・ガーディアン」などの強力モンスターで2人を苦しめるが、最後は遊戯と城之内の結束の力で生み出された「ブラック・デーモンズ・ドラゴン」の前に敗れた。デュエルに敗れた後は「迷」と「宮」の書かれた扉どちらかが地上に繋っており、どちらかを当てれば地上に帰れるというルールでクイズを出して遊戯たちを迷宮に閉じ込めようとするが、正解は1/2の確率にもかかわらず正解を当てることは不可能と自信を持ちすぎた表情を見せたことから遊戯は疑問を抱き、トリックを見抜いた遊戯がクイズに正解して迷宮を脱出。実際扉は両方とも同じ通路に出るようになっており、デュエルを行うペガサスの手下では唯一最後の最後までイカサマをしていた。
最終回のエピローグにおいては、万里の長城で舞・ヴィヴィアンのタッグとデュエルを行っている。また、DM8でも万里の長城に登場。
『GX』でも登場。クロノス教諭の命でデュエル・アカデミアを訪れた刺客とされ、十代と翔の在退学を賭けた対戦相手を務め、劇中では遊戯と戦った伝説のデュエリストと呼ばれていた。
英語版での名前はParadox Brothers。

### その他
海馬家家政婦
海馬家に仕える家政婦。
マインドクラッシュを受けて昏睡状態に陥った海馬の世話を担当。海馬のことは「坊ちゃま」と呼ぶ。KCや海馬邸に仕える者たちの中でペガサスに寝返る者がいる中、モクバから唯一信頼されており、海馬がいない間の出来事を記した書類をモクバから託されていた。復活した海馬を最初に目撃した。

## バトルシティ編
イシズ・イシュタール
声 - 島本須美（幼少期：野川さくら）
4月5日生、20歳、牡羊座、身長167cm、体重43kg、血液型O型、好きな食べ物：オマーリ（エジプト料理）、嫌いな食べ物：肉料理、出身地：エジプト
エジプト考古局局長。
バトルシティ編で初登場。王の記憶と千年アイテムを守護し続けてきた墓守の一族・イシュタール家の末裔であり、近い未来を見通す力を持つ千年アイテムの一つ「千年タウク（首飾り）」の所持者の若い女性。容姿は美人の分類に入るらしい。一人称は「私（わたし）」だが、アニメでは主に「私（わたくし）」を使用している。イシュタール家の惨劇の後、マリクとリシドが千年ロッドとともに行方不明となった後に、千年タウクの所持者となり、遠い未来を予測する力を得た。後にバトルシティ編では童実野美術館で開催された古代エジプト展の管理責任者として来日。その真の目的はグールズにより奪われた神のカード「オシリスの天空竜」と「ラーの翼神竜」を取り戻し、弟のマリクを救うことであった。後に起こる未来を見据えていたイシズは、海馬に「オベリスクの巨神兵」のカードを譲り渡し、バトルシティ大会を開催するように仕向けた。アニメ版では海馬との邂逅の後、グールズを率いるマリクと童実野美術館で再会している。
その後、バトルシティ大会に密かに参加。バトルシティ決勝大会でジュラバで正体を隠した姿で出場。海馬のデュエル相手となる。そして千年タウクの未来予知の力とデュエリストとしての腕で海馬を追い詰めるが「未来に導かれはしない」という海馬の信念の強さもあって、海馬に敗北する。脱落後は千年タウクを遊戯に託し、弟マリクの救出、未来を遊戯や海馬たちに託し、事の結末を見守る。デュエリストとしては墓地のカードとデッキを入れ替える「現世と冥界の逆転」をキーカードとしたデッキを使用。デッキ破壊を得意とする海馬を追い詰めた。そのデュエリストとしての実力は、闇マリクいわく表マリクが一度も勝てなかった程で、相当な実力者であることが窺える。6人の千年アイテムを持つキャラクターの中で唯一、闇のゲームや罰ゲームを作中では行わなかった。
初出はGB版『遊戯王DM2』に現れた隠しキャラクターで、その際の名称はイシズ・イシュタル・ナオミ。同じデザインのキャラクターはPS版『封印されし記憶』においても石津 ナオミ（いしづ ナオミ）の名で登場している。
名前の由来はエジプト神話の女神「イシス」から。
エスパー絽場（エスパーろば）
声 - 伊藤舞子
4月1日生、17歳、牡羊座、身長172cm、体重48kg、血液型A型、好きな食べ物：ピザ、嫌いな食べ物：梅干し
バトルシティの参加者。超能力者を自称するデュエリストの少年。
デュエルに勝ち続け周囲から一目置かれることで4人の弟（声：長浜満里子、石橋美佳、又村奈緒美）をいじめから護るため、彼らと共同でテレパシーで相手の手札を見通し未来を予知するとインチキをしていた。イカサマなしでもデュエリストとしての実力は高く、「人造人間－サイコ・ショッカー」を中心としたサイキックデッキで城之内を苦しめる。最後は城之内の運に敗北後は改心し、城之内の力を認めて「人造人間－サイコ・ショッカー」を託した（アニメでは敗北後エスパーの異名も捨てる）。
一人称は「ボク」だが、原作では「オレ」も稀に使用。
アニメでは、城之内がペガサス島での準優勝者だということを名前は知っていた。また、闇遊戯も遠くから観戦しており、絽場兄弟のインチキに気づきながらも城之内を信じて黙認。絽場兄弟のトリックはモクバの手で暴かれるが、彼らに自分たち兄弟を重ねたためにインチキをやめることを条件に許した。
ステップ・ジョニー
声 - 近田英紀
ゲームセンターで杏子に絡んでダンス対決を挑んだ男。
ダンス対決を杏子に挑むが、杏子の実力には敵わず敗北している。
アニメ版ではダンスに敗北後、ストリートデュエル400戦無敗のデュエリストとして、杏子をかけて、遊戯にデュエルを挑む。「音女（オトメ）」や「水の踊り子」といった音楽や踊りをテーマとしたデッキを使用。主力の「音楽家の帝王（ミュージシャン・キング）」に「メタル化・魔法反射装甲」を装備させるといった独自の戦術を展開するも、逆に戦術の弱点を遊戯に突かれて撃破される。さらには遊戯が「決闘者の王国」優勝者であることに気づき、勝ち目がないと降参した。杏子と同じダンサー志望でなかなか夢が叶わず半ば諦めていたが、デュエル後にデュエルよりもダンサーとしての才能の方がまだあると杏子に指摘され、諭された末に再び夢を追う決意をする。
羽蛾のスパイ
声 - 山崎みちる
レアカード欲しさで羽蛾に雇われた少年。名前は不明でアニメのキャストクレジットでは「少年」と表記された。
牛丼屋で食事中の城之内のデュエルディスクを強奪し、捕まった後は「デュエルで負けて渡すことになったレアカードを取り返すため」という嘘を付いて、城之内を羽蛾の許に誘導しつつ、城之内のデッキに「寄生虫パラサイド」のカードを仕込んだ。依頼を果たしたが羽蛾からは利用されていただけでレアカードではない「ゴキボール」 を渡された上、顔にスプレーを浴びせられてしまう。
アニメ版ではディスク強奪は街中でサインを求めた際に「デュエルディスクを装着してみたい」と懇願したことで行い、強奪の表向きの理由は「羽蛾に強奪されたレアカードを取り返すために盗んだ」とされ、羽蛾からの仕打ちもクモ型の粘着ネバネバ銃に変更された。

### グールズ（GHOULS）
世界的に暗躍するレアカード窃盗集団。裏ゲーム界を支配する闇組織でマリク・イシュタールを総帥とする。
レアカードを武力的かつ強引な手段で奪い去る強奪、闇での密売、レアカードの密造（複製、量産）など、様々な組織犯罪で多額の利益を得ている。レアハンターとは組織内におけるレアカード強奪団を指す。ペガサスが王家の谷に封印した3枚の神のカードの内、「ラーの翼神竜」「オシリスの天空竜」の2枚を盗み出している。遊戯王DM8（ゲーム版）では、バトルシティ終結後のマリクなき後は、キース・ハワードがグールズの新たな総帥となり、「ネオ・グールズ」として決起・暗躍したことが描かれた。名はイスラム伝説の屍食鬼「グール」に由来する。英語版ではRare Huntersと名称が変更されている。
マリク・イシュタール
声 - 岩永哲哉（幼少期：木村亜希子）
詳細は上記項目を参照。
リシド
声 - KONTA
11月18日生、25歳、蠍座、身長193cm、体重90kg、血液型A型、好きな食べ物：フィリー(魚のフライ)、嫌いな食べ物：特に無し、出身地：エジプト
マリクの実質的な片腕であり、マリクに忠誠を誓う男。一人称は「私」。
デュエリストとしての実力はグールズのレアハンター中最強である。ほぼ罠カードによって構築された罠デッキを使用。モンスターはほぼ使用せず、罠カードのみを駆使して敵の自滅を誘いつつ、その弱点を罠モンスターで補い、攻撃を仕掛ける罠（トラップ）戦術を得意とし、墓守の一族に仕えたリシドらしいデッキ構築となっている。切り札は「聖獣セルケト」。
顔の左半分の古代文字の文様が特徴で、マリクの闇人格を封印するため、また背中に碑文を刻まれたマリクと苦痛を共有するためにリシド自身が刻み込んだものである。眼光の鋭い威圧感溢れる風貌にして首領の片腕という立場ではあるが、手段を選ばないマリクや他レアハンターとは異なり、武人然とした、義理堅く情に厚い人物。マリクの卑劣な行いを黙していたのは、マリクへの忠誠心ゆえであり、それを理解していたマリクも敢えて洗脳していなかったが、それでも身を引き裂くような心の痛みを感じていた。決闘においては正々堂々と真っ向勝負を好む真のデュエリストであり、バトルシティ予選ではリシド1人でパズルカードを12枚集めるほどの実力と律儀さを見せ、後述の決闘においても己の信念とタクティクスをほぼ貫いた。
バトルシティ決勝大会にはマリクの影武者として出場。マリクに洗脳された獏良の誘導によって遊戯たちに本物のマリクであると思わせた。そして、城之内と対戦。リシドをマリクと思い込んでいた城之内は怒りを胸にデュエルを挑むが、手段を選ばないマリクの性格とは程遠いその正々堂々としたデュエルスタイルから、リシドが本物のマリクではないことを見破られる。焦ったマリクはリシドに「ラーの翼神竜」のコピーカードを使わせるが、リシドは意識を失い敗北。闇人格のマリクを覚醒させてしまうこととなる。
赤ん坊の頃にマリクの両親に拾われ、マリクやイシズと共に育てられた捨て子。それ故に、家族という存在に強い憧れを持つ。息子、血族の後継者とは見てもらえず、使用人として養父に酷い扱いを受け、時には暴力を受けていたがそれでも家族である養父や、幼少時に死亡した温厚な養母を慕っていた。
バトルシティ決勝戦の終盤で、遊戯は「ラーの翼神竜」を破壊してマリクのLPを1にできるチャンスを迎えるが、生け贄となっているマリクの主人格は生きる力をも失っているため、この方法では1ポイントでは耐え切れずに死んでしまうことを思い、躊躇していた。その頃に奇跡的に意識を回復して自力で決闘塔に行き着き、表マリクに希望の光を見出すために「たとえ闇をさ迷おうとも人は生き続けなければならない」「人は決して光を目指すのではなく生きてこそ光はある」という人間の宿命を諭すという非常に重要な役割を果たす。この戦いを闇遊戯が制した後、晴れてイシュタール家の使用人ではなく、家族の一員として迎えられた。
アニメ版ではマリクとの兄弟関係性が描かれ、強調されている。一方、実子に恵まれないイシュタール夫人の計らいで10歳の頃に墓守の儀式を受けるはずだったが、9歳の頃にマリクを生んだことで母親が他界し、父親からは冷たく接せられたことを逆恨みして幼少時のマリクが寝ている隙をついて刺殺しようともしていた。しかし、マリクの自分を想う言葉に正気を取り戻して悔悛し、それ以来はどんなことがあろうともマリクに忠誠を誓うというエピソードが描かれた。
ゲーム版DM8によるとバトルシティ終結後はエジプトにて新たなる人生を送っている模様。イシュタール家に対しては家族となった後も様づけするなど、イシュタール家への忠誠心は揺ぎ無い。また、以前の威圧感のある口調から丁重な口調（敬語）に変化しているなど、人柄も随分と穏やかとなっている。
記憶編（戦いの儀）では遊戯と闇遊戯の最終決闘を見届けた。
『遊☆戯☆王R』では城之内が真の決闘者を語る際、梶木と絽場と共に登場している。
英語版での名前はOdion。
レアハンター
声 - 竹本英史
グールズ所属のレアハンター。
ぎょろぎょろとした爬虫類のような眼をした細身の男。一人称は「私」。
グールズの手で複製された「封印されしエクゾディア」の各パーツカードを素早く揃えて勝利するデッキを使用。さらにカードに特殊塗料を塗り、専用の透視コンタクトレンズでデッキの一番上のカードを確認できるようにもしている。エクゾディアを有していることから自身の戦術に絶対的自信を持っており、己のデッキを最強であると自負している。
バトルシティ開催前に城之内を襲撃・勝利して、彼の持つ「真紅眼の黒竜」を強奪。大会当日、城之内の代わりに「真紅眼の黒竜」奪還に挑んできた闇遊戯と大会最初のデュエルを展開。ターンが進んでいくと魔法カード「天使の施し」を2枚使用して手札を入れ替えて守備力の高い壁モンスターを連続で出すなど攻めの姿勢を見せない戦術から、闇遊戯から疑問を抱かれモンスターの攻防でライフを減らすことを考えていないと見抜かれエクゾディア使いであることを看破されると「連鎖破壊（チェーン・デストラクション）」でエクゾディアパーツを破壊されて惨敗した。敗北後はマリクに肉体を乗っ取られて「グールズ最弱の男」と酷評され、闇遊戯に「真紅眼の黒竜」とパズルカードを譲り渡す。
なお原作ではエクゾディアパーツが破壊された時点で勝敗が決したのに対し、アニメ版ではさらに攻撃を受けLPを0にされている。その後彼のデッキは闇遊戯によって破り捨てられた。
「レアハンター」とは、レアカード強奪を目的とするグールズ所属のデュエリストたちの総称であるために本名ではない。『遊☆戯☆王キャラクターガイドブック 真理の福音』では「レアハンター(1)」と記されていた。また、アニメ版でバトルシティにおける参加者データに記載されていたエントリー名やGB版ゲームに登場した際の名前は「レアハンター」と表記。
ゲーム版DM8ではバトルシティ終結後はネオ・グールズの一員として暗躍する姿が描かれた。
奇術師パンドラ（きじゅつしパンドラ）
声 - 子安武人
グールズ所属のレアハンターにして奇術師。
組織内におけるレアハンターの中ではナンバー2の実力者。一人称は「私（わたくし）」で、稀に「私（わたし）」（アニメでは主に「私（わたし）」）。仮面、シルクハット、燕尾服を纏っている。遊戯と同じく「ブラック・マジシャン」使いであり、「ブラック・マジシャン使いの奇術師」とも呼ばれている。デッキは遊戯の使用する「ブラック・マジシャン」とは異なる姿をした3枚の「ブラック・マジシャン」を中心とした「マジックデッキ」を使用。非情な性格をしており、「カードは勝利への手駒・手段である」という一貫した考えを持つ。勝利のためならば、自分を信頼する「ブラック・マジシャン」を捨て駒とし、イカサマ（主力カード（「ブラック・マジシャン」）を一回り小さくしてデッキの回りを良くするストリッパー）をすることも厭わない。それに加えて、ショットガン・シャッフル（カードを痛めると闇遊戯に指摘される）を披露するなど、カードへの愛情はないに等しい。溺愛していた母親の死で自殺願望に駆られたことがあり、奇術の練習で恋人を喪ったことで自殺願望が再発したこともあった（アニメ版ではカット）。
最強の「ブラック・マジシャン」使い、すなわち「マスター・オブ・マジシャン」は一人で十分とし、その座を賭けて闇遊戯をデュエル場へと案内。勝った者は足元の箱から手足を束縛している枷の鍵を手に入れ、負けた者は回転カッターで足を切り刻まれるというセッティングの下で、闇遊戯と生死をかけた危険なデュエルを行う。開始当初は闇遊戯の魔法カード「手札抹殺」によって自分の「ブラック・マジシャン」を捨てられるなど苦戦するも罠カード「悪夢の十字架」によって闇遊戯の「ブラック・マジシャン」を封じて有利に立つ。そしてもう一体のモンスター「キラードール」と「ブラック・マジシャン」の2体に対して魔法カード「エクトプラズマー」に変換し、その2体を犠牲にしたうえで闇遊戯にダイレクトアタックしてLPを減らそうと考える。1体目の「キラードール」は命中したが次の「ブラック・マジシャン」は変換して攻撃するも、闇遊戯の「ブラック・マジシャン」がパンドラの変換対象の発言に自ら「エクトプラズマー」に変換し闇遊戯の盾となり直前で勝機を逃す。パンドラは3体「ブラック・マジシャン」を持っていたためそのもう1体を召喚し、再度追い詰めるが「ブラック・マジシャン・ガール」の存在を知らず、攻撃力では上回ると思い込んだが、自分含め相手の墓地にある「ブラック・マジシャン」の数だけ攻撃力が500（アニメ版では実物カード準拠の300）上がることすら知らなかったため「ブラック・マジシャン」を倒され、さらに「ブラック・マジシャン」使いを名乗りながら捨て駒にして裏切った戦術が仇となり敗北を喫する。回転カッターに対し、袖に隠してある別の鍵で脱出を図る敗北した者は罰を受けなければならないと考えるマリクによって記憶の中の鍵という存在を消されてしまうも本来の遊戯に助けられる。その直後、マリクに操られた上、「悲しみの記憶を全て蘇らせることで、自殺願望を奮い立たせ、勝手に死ぬ」という処刑を仕掛けられた。闇遊戯からは快く思われていないが、デュエリストとしての実力自体は認められており「手強い魔術師使い」と評している。アニメ版ではデュエルのテクを認められた上で、「（それほどのデュエリストなら）奇術師としても相当な腕だったはず」と言われている。
アニメ版では世界的な奇術師として絶頂にあったが、奇術の失敗によって顔に酷い傷ができ、恋人カトリーヌに辛く当たってしまい離別。そのことを後悔した矢先、マリクから彼女との復縁を条件に出されて、グールズに入団。勝利のためなら手段を選ばない非情さも、全てはカトリーヌとの将来を約束されているためであるとされた。だが、実際はマリクにカトリーヌへの愛を上手く利用され、記憶を支配されているに過ぎず、目の前に登場したカトリーヌと思しき人影も、ただの人形に過ぎなかった。フランスにいたことが述べられているが、パンドラの国籍・人種までは触れられていない。マリクによる第二の処刑はカットされ、原作におけるエキセントリックぶりも多少抑えられている。
ゲーム版DM8ではバトルシティ終結後はネオ・グールズの構成員として暗躍する姿が描かれており、こちらでは生存している。
英語版では回転カッターの描写に光の加減が強く加筆されている。
英語版での名前はArcana。
人形（にんぎょう）
グールズ所属のレアハンター。
スキンヘッドの頭に顔の大量のピアスが特徴。過去に実の親を殺しており、その自責の念から自我を心の奥底に封じ込めている。そのため、マリクにとっては操りやすい存在になっており、彼の分身を担う。なお、アニメ版では親殺しの件は語られていない。
「オシリスの天空竜」を主軸としたデッキを使用し、オシリスの攻撃力を無限に上げつつ、リバイバルスライムでオシリスの天空竜を守る「ゴッド・ファイブ・コンボ」を繰り出す。
マリクの指示があるまでは、童実野公園に放置され、パントマイマーとしてある種の名物となっていた。闇遊戯との決闘では、ゴッド・ファイブ・コンボで窮地に追い詰めるがコンボを逆用した無限ループでデッキ切れを起こして敗北。なお、遊戯との決闘を制した場合は、どこまでも追いかけて殺すようにプログラムされていた。
ゲーム版DM8ではバトルシティ終結後はネオ・グールズの構成員として活動。自我は戻ったが無口なキャラクターとして描写されている。
光の仮面（ひかりのかめん）
声 - 水島裕
グールズ所属のレアハンター。
顔の右半分を白い仮面で隠した小柄な男。「-だかんな」が口癖。体格にコンプレックスがあり、「チビ」と呼ばれることを何よりも嫌う。
闇の仮面と組んでおり、神封じのカード「生贄封じの仮面」などを入れた仮面デッキを使う。
海馬のデュエルディスクにデュエル封じの枷を施し、その枷を外すことを条件に、遊戯と海馬の2人にタッグデュエルを挑む。当初は、闇の仮面との息の合った連携で優位に立ち、神のカードを初めとした上級モンスターの召喚も封じるが、生け贄封じの仮面の盲点を突かれ、自軍側のモンスターをオベリスクの召喚に使われ、闇の仮面を倒されて戦意喪失。マリクに意識を奪われ、城之内と杏子を洗脳したことを伝えることになった。切り札とも言える「仮面魔獣デス・ガーディウス」は、アンティルールとして海馬の手に渡り、バトルロイヤルにおいても使用された。
アニメ版では、デュエル封じの枷の代わりに、モクバを人質に取ることでデュエルを強制（デュエルの最中、モクバは杏子のおかげで脱出）。仮面の中に通信機を仕込んでおり、これを使って闇の仮面との連携を高めた。また、この2人は最初に闇遊戯と海馬に挑んできたレアハンターコンビと同一人物になっている（神のカードの力を見るためにわざと負けたとされた）。
ゲーム版DM8では、バトルシティ終結後は、ネオ・グールズの構成員として暗躍。インセクター羽蛾の実力を認め、スカウトする姿が描かれた。
闇の仮面（やみのかめん）
声 - 石井康嗣
グールズ所属のレアハンターの男性。
顔の左半分を黒い仮面で隠している巨漢。小心者で器は小さい。
相棒の光の仮面と同じく、仮面デッキの使い手であり、切り札は「仮面魔獣マスクド・ヘルレイザー」。
遊戯と海馬とのタッグデュエルでは、ビルのガラス張りの屋上において、「LPが0となった場合、そのプレイヤーのLPに対応した爆弾が爆発して、ビルの下に落ちていく」爆弾デュエルを展開。自身の爆弾が爆発したことで、最下層に落下していくが、その臆病な性格から準備していた脱出用パラシュートで難を逃れた。
英語版での名前は光の仮面と合わせて、Lumis and Umbra。英語版では爆弾の描写も変更されている。
ゲーム版DM8ではバトルシティ終結後はネオ・グールズの構成員として暗躍。光の仮面とともに優秀な決闘者をスカウトする姿が描かれた。
カード屋店長
声 - 木内秀信
グールズの末端連絡員の男性。
カード専門店、RPG HOBBY「トレーディングカード」の店長としても活動。この店は闇遊戯が杏子とのデートの際に立ち寄った際には「光の封札剣」を購入し、遊戯と城之内がバトルシティ出場のためのデュエルディスクを入手した場所でもある。
城之内のレアカード「真紅眼の黒竜」に驚愕し、レベル2である城之内のデータを改竄して、レベル5とし、デュエルディスクを渡した後、エクゾディア使いのレアハンターに連絡を入れた。
原作ではレアハンターとのデュエル後、グールズとの繋がりに気づいた遊戯が再度訪れて待ち構えていたパンドラと邂逅するがアニメ版ではパンドラ自身が遊戯を誘き出す展開に変更される。

## 王（ファラオ）の記憶編
セト
声 - 津田健次郎（幼少期：矢澤喜代美）
ナイル増水期第四の月9日生（19歳）、身長181cm、体重59kg、血液型A型、好きな食べ物：牛肉のステーキ、嫌いな食べ物：白身魚の素揚げ
ファラオ（アテム）に仕える六神官の一人。千年アイテム「千年錫杖」の所有者。容姿・性格は海馬瀬人に酷似している。
精霊「デュオス」を操る他、石版（ウェジュ）の神殿からは魔物「ミノタウルス」などを呼び出す好戦的な少年。「権力こそが世に平和をもたらす」という信念を持ち、身分差にも厳しく、登場初期は物言いや立ち振る舞いから海馬そっくりであった。しかし、アクナディンに対する尊敬の念やキサラに対して芽生えた優しさは本物である。
実は王の血筋であり、先王アクナムカノンの双子の弟であったアクナディンの息子で、アテムの従兄弟にあたる。回想シーンでは、アテムよりは年上であるような描かれ方をしている。幼い頃、実父であったアクナディンの計らいにより、自分が王族の血筋であることも知らされず、父親も国を守り戦死したと聞かされて暮らしていた。そのため父が命を掛けて守った王国への忠誠心が高い。また、神官となった際にアクナディンに多くの教えを受けたため、実父であるとは知らないもののアクナディンへ強い尊敬の念を抱いている。
記憶編の終盤、大邪神ゾークがホルアクティによって倒された後、闇の大神官となったアクナディンに命と引き換えに洗脳されアテムと決闘を行なうが、精霊となったキサラの呼びかけにより心の中の闇の大神官が倒されたことで正気を取り戻す。アテムの消滅後、王族の血筋であることもあるが、アテムから王国を託され新たなファラオとなった。
アニメ版ではキサラを助けたことで、キサラを捕らえた者たちにより村が放火され母親が死亡。その後王宮の試験を全て首席で通過し、アクナディンの推薦もあり若くして六神官となった。アニメではアクナディンによって洗脳されたのがゾークとの決戦前であったため、正気を取り戻したセトはアテムと共にゾークと戦った。
記憶編では基本的にアテムの味方として戦ったが、千年ロッドが見せた過去の映像では闇の大神官と化したアクナディンだけでなくアテムとも敵対していたような言動が描写されている。戦いの後アテムとの友情の印である石版 を作り、3000年後の現代に繋がった。文庫版の作者あとがきにおいて、本来はセトはキサラへの想いからアテムに背き、「白き龍」を操り復讐のために第三勢力となる予定だったが、体調不良により今の形となったと語られている。
原作以前にPS版「封印されし記憶」で既に登場している。原作とは容姿や設定が異なり、衣装は青色ではなく紫色、肌は小麦色ではなく、亡国の王子という設定だった。
一人称は「私」だが、アクナディンに息子と明かされた時のみモノローグで「オレ」と言っている。アニメでは千年ロッドが遊戯と海馬に見せた過去のビジョンや地下闘技場でキサラを助けに入った時と幼少期は「オレ」と言っている。
名前の由来は、エジプト神話の神の一人「セト」。
古代エジプトの王セティ1世のレリーフと友情の石版のセトのデザインは酷似している。
カリム
声 - 川中子雅人
ナイル増水期第二の月1日生（27歳）、身長185cm、体重80kg、血液型A型、好きな食べ物：ショルバ・アッツ、嫌いな食べ物：牛肉
ファラオに仕える六神官の一人。千年アイテム「千年秤」の所有者の若い男性。
千年秤の力で二体の精霊を融合させることができる。大邪神ゾーク・ネクロファデスとの最終決戦で、シャダに全ての力を託して息を引き取り、戦死した。アニメ版ではアイシスに好意を抱いている。
シャダ
声 - 佐々木望
ナイル増水期第一の月3日生（24歳）、身長179cm、体重62kg、血液型O型、好きな食べ物：モルヘーヤ・スープ、嫌いな食べ物：蜂蜜パン
ファラオに仕える六神官の一人。千年アイテム「千年錠」の所有者の若い男性。一人称は「私」。
千年錠の力で人の心に内在する精霊や魔物を覗き見ることができる。大邪神ゾーク・ネクロファデスの攻撃からアテムを庇い戦死した。
墓守の一族の分派・シャーディーとは名前・容姿共に酷似しているが、関連性は不明。
アイシス
声 - 島本須美
収穫期第一の月20日生（21歳）、身長164cm、体重40kg、血液型O型、好きな食べ物：マームール、嫌いな食べ物：肉料理
ファラオに仕える六神官の一人の若い女性。千年アイテム「千年タウク」の所有者。
精霊「スピリア」を操り、偵察を行なうなどの活躍を見せる。大邪神ゾーク・ネクロファデスとの最終決戦で生き残った数少ない人物だが、アニメ版では大邪神ゾークに突撃した末に戦死した。また、アニメ版ではマハードに恋心を抱いていた。
容姿・性格共にイシズ・イシュタールと酷似しているが、原作ではこれといった関連性は明かされていない。アニメ版では、王は一瞬イシズと見間違えており、イシズも戦いの儀においてブラック・マジシャンを見た際にマハードを想うという、イシズの前世であるかのような描写が見られた。
名前の由来はイシズ同様「イシス」から。
マハード
声 - 小嶋一成（幼少期：岩間健児）
ナイル増水期第四の月15日生（22歳）、身長183cm、体重61kg、血液型O型、好きな食べ物：たまねぎ料理、嫌いな食べ物：ラム肉
ファラオに仕える六神官の一人。千年アイテム「千年輪」の所有者の若い男性。
精霊「幻想の魔術師」を操る精霊魔導士。魔術の腕を見込まれて神官に選ばれた。王墓の警備団の団長でもあり、王墓の監視を任務とする。普段は千年輪に宿る邪念を抑え込むのに魔力の大半を使っており、本来の力を発揮できない。
千年輪を受け継いだ際に、千年輪に封印された邪念から千年アイテムが生み出された経緯を知る。千年アイテムの出自を先王アクナムカノンに問い詰められやむなく真相を話すも、結果として先王は心労で亡くなってしまい、その責任感から次代ファラオのアテムに対して絶対の忠誠を誓っている。
アクナムカノン王墓に再び侵入してきたバクラに単身挑み、致命傷を負うが最期の力で自らの命を犠牲にした秘術を執り行う。その結果マハードの魂（バー）は自身の精霊（カー）「幻想の魔術師」と融合し、ブラック・マジシャンとなって肉体の死後も現ファラオに仕え続けた。
アニメ版では幼い頃からアテムとマナの面倒を見てきた様子が描かれており、当時王子だったアテムとは兄弟のような絆で結ばれている。アクナムカノン王墓内の盗賊王バクラとの死闘から再戦を果たすまで冥界の中で鍛練を励み、「魔法の筒（マジック・シリンダー）」のような術「冥界の時空」を会得する。
原作に準拠した映画『THE DARK SIDE OF DIMENSIONS』で、遊戯・海馬と千年輪に取り憑かれた藍神の最終局面で遊戯からアテムへと人格交代した際にデッキの一番上のカードをアテムの力でマハード自身のカードを創造しドローした直後に召喚され、藍神の「暗黒方界邪神クリムゾン・ノヴァ・トリニティ」を倒しデュエルの終止符を打った。
2016年5月14日より「守護神官マハード」のカード名としてOCG化を果たし、後の「20th ANNIVERSARY LEGEND COLLECTION 」のパックで再録された。
アクナディン
声 - 上別府仁資（第201 - 212話）→石井康嗣（第213話以降）
播種期第三の月29日生（46歳）、身長168cm、体重56kg、血液型B型、好きな食べ物：ハトのマハシ、嫌いな食べ物：フール・ミダンミス
ファラオに仕える六神官の中では最年長でリーダー格の中年の男性。千年アイテム「千年眼」の所有者。魔物たちを収容した石版を収めた「石版の神殿」の管理も担当している。髪型はペガサスに酷似している。
厳格ながら罪人にも慈悲を与える人格者であり、周囲から尊敬を集めていた。
周囲には秘密にしていたが、実はアクナムカノンの実弟（双子）で、セトの父親。かつて国が敵国に襲われた際、国を守る力を得るべく千年アイテムの製作を実施するが、その代償としてクル・エルナ村（かつて王宮に従事していた墓作り職人が墓荒らしとなり、移住した盗賊村）の住人のほとんど（最低でも千年アイテム製作に必要な99人）を殺害し、生贄に捧げた（アニメ版では口封じのために兵士も生け贄として殺害、共犯であった部下は千年アイテム製作・帰還の際に全員死亡した）。つまり、千年アイテムを生み出した張本人である。そのことから王族としての地位を放棄し、妻子と別れ、兄の家臣として働く。甥に当たるアテムにも忠誠を誓っていたが、息子セトへの愛情は強く、自分が王であったなら王位継承権を持っていたであろうセトがファラオの座につくことを心の奥で願っており、千年眼にも“息子を王にしてみよ”という願いを込めた。
記憶編当初は真っ当な神官としてファラオに仕えていたが、盗賊王バクラによって千年眼に注ぎ込まれた邪念で心の闇が増幅することとなり、千年パズル内の記憶世界に存在する闇の大神官の魂（未来の自分）と邂逅し、ゾークの傘下に加わる運命の示唆を受ける。そして徐々に邪念に影響されて狂気があらわになっていき、最終的に冥界の石版に七つの千年アイテムを納めてゾークを復活させ、邪神に忠誠を誓う闇の大神官となりファラオに戦いを挑む。ゾークの敗北後はセトに「白き龍」の力を与えるためにキサラを殺害、自らも命を絶ち（アニメ版ではセトの隠し持っていた短剣に刺され死亡）セトの心に入り込んで闇で支配し王にならせようとしたが、キサラの光により消滅した。その後セトがアテムから王位を引き継いで新たなファラオとなったことで、千年眼の所持者となった際に願った「息子をファラオに」という望みは叶ったと言える。
本来の歴史ではゾークを復活させることはなく、あくまで大邪神との契約で闇の力を得たに留まっている。石版の神殿の魔物と死霊軍を率いてのアテム、セトとの三つ巴の決戦の末アテムを敗北寸前にまで追い詰めるが、アテムがアクナディンの魂を道連れに千年パズルの中に魂を封印したことで相打ちになり、魂はアテムの魂と共に千年パズルの中に、肉体はミイラとして現代まで残っていた。最終的に記憶戦争における持ち駒であったアクナディン、盗賊王バクラの両者の消滅により敗北、魂は消え去りミイラも真っ二つに破壊された。なお、最終回において冥界へと去っていくアテムを迎える先王や神官たちの中には、千年アイテムを作ってしまう以前のアクナディンらしき人物がいた。
シモン・ムーラン
声 - 宮澤正
ナイル増水期第三の月18日生（57歳）、身長146cm、体重55kg、血液型O型、好きな食べ物：ガチョウのエッガ、嫌いな食べ物：特になし
アテムの側近を務める老人男性。千年アイテム「千年錠」の先代の所有者。容姿は武藤双六に酷似しているが、顔の下半分を布で隠している。
シャダが戦死した後は再び千年錠を手にし、王宮の守護神「エクゾディア」を召喚。ゾーク配下の死霊軍を一撃で粉砕したが、ゾークの反撃によってエクゾディアを真っ二つにされて魂（バー）に大きなダメージを負い、戦死した。

元々はGB版『DM1』 - 『4』、PS版『封印されし記憶』、GBA版『ダンジョンダイスモンスターズ』に登場したオリジナルキャラクターであり、当時の設定では「山奥に住む仙人」というものだった。ゲームの影響で当の原作・アニメ版に登場することとなる。原作、アニメ版では上記の通り双六と酷似しているが、ゲーム版では青白い肌であることや、服装も全く異なる外観を持っている。双六との相関性も不明瞭だが、『DM1』においてはデュエル後に「ゲームマスターを目指すならば1枚1枚のカードを大切にすること」という旨の台詞を残している。
名前の由来はゲームのプロデューサー・下村聡（しもむら さとし）から。
盗賊王バクラ
声 - 松本梨香
ナイル増水期第二の月15日生（16歳）、身長171cm、体重50kg、血液型AB型、好きな食べ物：豚の丸焼き、嫌いな食べ物：ホモス
かつてアクナディンによって滅ぼされた盗賊の村、クル・エルナ村の唯一の生き残りの少年。容姿は獏良了（特にバクラ）と酷似しており、顔には傷跡がある。一人称は「俺様」。
惨殺されてゆく村人の姿を見たことで王宮の者たちを憎悪しており、七つの千年アイテムを入手し、闇の力を手に入れて王国を滅ぼし、同胞の死霊と共に“世界を盗む”ことを企む。事件の首謀者がアクナディンではなく、アクナムカノンによるものだと誤解しており、その息子に当たるアテムには特に憎悪を抱いていた。また、生贄にされた村人たちの怨霊と意思疎通が可能であり、彼らを自在に操ることもできる。
邪念を吸収することで強くなり、様々な能力を使う強大な精霊獣「ディアバウンド」を操る。墓荒らしを行い、死者のミイラを粗末に扱うなど一般的に見れば明らかな罪人であり、神官たちからも「魔物ではなく精霊を宿すなどあり得ない」と驚愕されていたが、盗賊王バクラ自身にとってはクル・エルナ村を滅ぼされたことへの復讐によるもので自らの正義に従っていると考えており、事実その結果精霊獣を宿すに至っている。本人も粗暴ではあるが優れた判断力と知略の持ち主で、「盗賊王」を自称するだけあって卓越した罠抜けや潜入の技術も持ち、戦略に長ける。
記憶編が始まった直後、王族への憎悪と共に王宮に正面から乗り込み、ディアバウンドで六神官全員を圧倒する強大な力を見せた。その際はアテムが召喚した「オベリスクの巨神兵」に敗れたが、その反省を活かして戦略を練るようになり、千年輪を奪い力を付け、さらにアクナディンの千年眼に邪念を植えつけた。次戦ではアテムの「オシリスの天空竜」を倒して千年パズルを奪い、さらに力を増した。クル・エルナ村の地下神殿にある冥界の石版に千年アイテムを収めて闇の力を手にしようとするが、アテムと六神官の奮闘によってディアバウンドを倒され（アニメでは、倒され方が異なる）敗北。同じバクラの手駒でも盗賊王バクラはアクナディンと違って最期まで記憶世界のことは理解できておらず、闇RPGのルール通り砂となって消える際には愕然としながら消えていった。
アニメ版では捕われ連行されていた盗賊バクラが闇の意思に身体を支配されて行動を起こしたという設定となっている。そのため、ディアバウンドが倒された直後に闇の意思が抜け正気に戻り、事態を理解できぬまま砂になるという無惨な最期を遂げた。しかしそのすぐ後にゲームマスターのバクラと大邪神ゾーク・ネクロファデスの力によりその魂の片割れとしてゲーム内に復活し、冥界の闇によってさらにパワーアップしたディアバウンドと何体もの強力な魔物を操り、セトと共に消えた闇の大神官を追おうとした王と神官団を足止めした。最終的には復活するゾークによって吸収される形で完全に消滅・本作の黒幕であるゾークに再統合された。
記憶戦争においてはアクナディン同様にバクラの持ち駒であり、重要な位置づけにある。千年リングに宿る闇の大神官の分身「バクラ」が記憶編での「盗賊王バクラ」の行動を見て盗賊王の記憶を思い出す場面もある（アニメではカット）が、アクナディンに邪念を植えつけて手駒にしようとした盗賊王バクラの方がアクナディン（闇の大神官）の手駒にされてしまった本来の歴史の詳細は不明。文庫版の作者の後書きでは、闇の心を持った者が千年アイテムと使うとゾーク復活の手駒にされてしまう例としてバクラが挙げられている。
ゲベルク
地下囚人棟で囚人同士を戦わせ、魔物強化の実験を行っていた老人男性。
容姿や性格は海馬邸執事に酷似している。
アクナムカノン
声 - コビヤマ洋一
先代ファラオであり、アテムの父親。アクナディンの双子の兄。先代の「千年錐」の所持者。
かつて国を守るためにアクナディンが提案した千年アイテム創造を容認するが、マハードからその際に多くの血が流れたことを知らされ、苦悩の末に病に倒れて病死した。
アニメ版ではその魂はアテムの中に存在し、バクラの操りし死霊から息子を守るためアテムの中から現れ、自らの体に死霊を取り込み冥界へと導こうとし消え去って行った。また、アクナディンと同じ刻に産れたが彼の産声のほうが大きかったため兄として抱き上げられ跡継ぎに選ばれたことになっている。
キサラ
声 - 中川里江
身長166cm、体重41kg
白い肌と青い眼を宿した謎の少女。強大な力を持っていた理由やセトに命を救われる以前の生い立ち、過去は不明。その周りとは異なった容貌から住民の不当な迫害を受けていた。
街で偶然出会ったセトに助けられるが、その際にシャダの千年錠の力により魂の中に強大な魔物「白き龍」を宿していることが発覚し、その力を求めるセトによって王宮に保護された。アニメ版では過去にもその容貌から捕らえられていた所をセトに助けられるが、その後にキサラを捕らえていた者たちによってセトの村が襲われたため「白き龍」の力でセトを助ける。魂と魔物が融合しているため、原作ではキサラの意識がある内は「白き龍」の力を解放することはできなかったが、アニメ版では自分の意思で発現させることができるようである。自分に優しくしてくれたセトを「セト様」と慕うようになるが、白き龍の力をセトに与えようとするアクナディンによって殺されてしまう。だが、その魂は白き龍と共にセトを守り、闇の呪縛から救った。アニメ版では記憶の世界に迷い込んだ海馬と話したことから、キサラを迫害から庇おうとした遊戯たちが見えなかった原作版とは違って記憶の世界の住人でない者も見える。セトの人間性や、現代の海馬と「青眼の白龍」の関係を語る上で重要な立場でもある。英語版では青眼の白龍の抽出に成功したうえで生き残っている。なお、日本アニメ版ではキサラから抽出された「白き龍」は三幻神でさえかなわなかったゾークの右腕を吹き飛ばしているが、英語版ではゾークに何もできず倒されている。
「白き龍」こと「青眼の白龍」を呼び出せる能力とキサラのイラストと酷似するカード名「青き眼の乙女」として2013年6月15日よりOCG化を果たした。
マナ
声 - 中尾友紀
ナイル増水期第三の月4日生（13歳）、身長148cm、体重35kg、血液型B型、好きな食べ物：セモリナのケーキ、嫌いな食べ物：薬用パン
マハードの弟子である少女。初登場時は精霊を見ることができなかったが、師匠の死後は「立派な魔術師になる」と決意する。後に戦闘能力はないものの精霊を召喚できる程に成長し、マハードに魔力（ヘカ）を分け与える術を会得した。最終決戦後は千年輪の所持者としてファラオであるセトを守る神官になった。
顔は「ブラック・マジシャン・ガール」に瓜二つであり、精霊は「ブラック・マジシャン・ガール」と服装まで酷似している。
アニメ版ではアテムの幼馴染で、ファラオになってもアテムを「王」ではなく「王子」と間違えて呼んでいる。記憶の世界の住人でない遊戯たちを見ることができた。魔法の腕は多少未熟だが、魔法の杖による杖術や、呪文の辞典を転送したり、金縛りや物体を操る魔法、およびカード「マジカルシルクハット」のような内容の幻影技「魔術の冠（まじゅつのかんむり）」を使う。精霊を偶然召喚して以降、度々精霊を召喚して最終決戦を戦った。自身の精霊に乗り移る能力を持つ。最終決戦で精霊をゾークに倒されつつも生き残った後は神官セトと共に現実世界に帰るアテムを見送った。
原作とアニメでカラーリングが異なり、原作では金髪に対し、アニメ版では濃い茶髪。精霊の方も、原作では褐色肌に対し、アニメ版では白肌となっており、ブラック・マジシャン・ガールにより近い見た目をしている。
2019年2月9日の「20th ANNIVERSARY LEGEND COLLECTION」に「守護神官マナ」のカード名としてOCG化を果たすが、容姿はアニメと同様褐色肌で髪型は異なり、黒髪のショートヘアとなっている。
ボバサ
声 - 水島裕
墓守の一族（守るアイテムから幾つかに分裂した分派）の人間の男性。
褐色の肌にちょび髭を生やした肥満体の男で、体に七つの千年アイテムを収納できるくぼみがある。片言の口調で喋る。王が千年パズルに封印された過程を再び体験することを遊戯たちに告げたが、記憶篇は本来の歴史と違って王が勝利したためそれに関しては実現せず、封印された詳細は最後まで明かされなかった。その正体はハサンでありシャーディー本人だった。
アニメ版では登場の仕方も性格も異なっており、かなりの大食漢で、体を膨らませて空を飛べる。ファラオの記憶の中でのみの登場でシャーディーとは別人とされた。
原作での一人称は「ボク」で、稀に「私」「ボバサ」。アニメでの一人称は「ボバサ」で、稀に「オイラ」。
ハサン
声 - 池田政典
黄金の仮面を被った謎の人物。
ボバサの正体であり、アテムの父アクナムカノンの魂の化身（アニメ版では歴代のファラオを守ってきた守護神）。千年アイテムの力を恐れたアクナムカノンが死後、自らの魂を記憶の石版に捧げて封印した精霊。バクラの攻撃で谷底に落ちたアテムを助けた。ゾークの復活と共にアテムの元に現れ、アテムを援護した。最期はアテムをゾークの攻撃から庇い、消滅した。原作では仮面の下の顔はシャーディーのものだった。アニメでは素顔は不明だが最後にシャーディーが千年秤の力で同化した際には原作同様シャーディーの顔になった。
大邪神ゾーク・ネクロファデス（だいじゃしんゾーク・ネクロファデス）
声 - 海津義孝
冥界に君臨する大邪神。本作の黒幕。アクナディンを利用して千年アイテムを生み出させた悪の根源。
記憶編終盤において七つの千年アイテムと冥界の石版（アニメ版では盗賊王バクラとゲームマスターバクラを吸収させている）によって復活し、部下である無数の死霊軍を率いて世界を滅ぼそうとする。ブラック・マジシャンやエクゾディアを圧倒、アニメ版では「青眼の白龍」や三幻神、さらには「究極竜騎士」をも退けるなど原作以上の悪役となるが、光の創世神ホルアクティに敗れ死霊軍と共に消滅した。
アニメ版では本来の歴史でも復活して王を圧倒し、千年パズルに封印されたのは闇の大神官の魂ではなくゾークの魂ということに変更されている。そのため、アクナディンのミイラが現代に存在することや、アクナディンがゲーム内での自分に話しかける場面はない。遊戯たちが駆けつけた際にデュエルディスクからモンスターを召喚されるも全て倒し、倒したモンスターの攻撃力分のダメージを持ち主のプレイヤーに与える能力として設定がなされている。
モンスターワールド編のゾーク（声：飯塚昭三）がキャラクターの基となっている。下半身の股間部分にはドラゴンと思わしき生物が付いているが、文庫版ではデザインが変更され、この生物はゾークに巻き付いているだけの存在になっている。
光の創造神ホルアクティ（ひかりのそうぞうしんホルアクティ）
声 - 深見梨加
ゾークの対極に位置する女神で、母性の力の象徴でもある。
記憶編終盤において王の名によってオシリス、オベリスク、ラーの三幻神が融合して現れた。「光創生（ジェセル）」の一撃でゾークを消滅させる。
2011年12月にOCG化されるが、その時期にストラクチャーデッキ－ドラゴニック・レギオン－に封入されている応募券3000名、『週刊少年ジャンプ』（2012年2号）・『Vジャンプ』（2012年2月号）・『DUEL ART』の合同企画4000名、アニメ『ZEXAL』（2011年12月19日放送回）での応募3000名の計10000名に抽選でプレゼントされた。
名の由来はエジプト神話の神「ラー・ホルアクティ（ホルス）」から。

## その他
シャーディー（Shadi）
声 - 塩沢兼人 / 佐々木望
千年アイテムの一つ、相手の心の部屋に入り込む「千年錠」と相手の罪の重さを量る「千年秤」の所持者。遊戯の前に時々現れる神出鬼没の謎の男。
学園編で初登場。全編を通して物語の重要な鍵を握る人物である。一人称は「私」。生年月日、年齢、血液型など一切不明。闇遊戯のことを「ファラオ」と呼ぶ。学園編にて「アヌビスの使徒」と称して王家の谷で王墓発掘に携わった吉森と金倉を裁くために来日、童実野町を訪れる。金倉を裁くために童実野美術館を訪れた所を遊戯と初対面を果たす。その後は金倉を「王家の谷の墓を冒した」として裁くに値するかをその罪の重さを千年秤で量り、闇のゲームを展開し、私利私欲に満ちた金倉を葬る。金倉は遊戯から千年パズルを貸してもらっていたため、千年パズルを発見。そして遊戯と顔を合わせ、それが遊戯の所持品であり、遊戯が千年パズルを完成させたことを知る。千年パズルによって得た力を遊戯が有しているかを確認すべく、千年錠の力で遊戯の心の部屋に入り込み、闇遊戯との命がけのゲームの末、彼に興味を覚える。その後は吉森教授を裁こうと接近していたが、吉森と面識があった遊戯たちが吉森の元を訪れることに宿命を感じて再度、遊戯に闇のゲームで挑戦する。敗北後は遊戯との再会を願いながら去っていった。この時「自分が名乗るのは生まれて初めてのことだ」と語っている。王国編ではペガサスの館でシンディアの肖像画と共に彼の肖像画が飾られており、遊戯たちを驚愕させた。
実は墓守の一族の人間である。
王国編ではペガサスの過去に深く関与し（この頃は、少年として描写されている）、ペガサスに千年眼（ミレニアム・アイ）を与え、マジック&ウィザーズ製作の発端となり、バトルシティ編では当時の幼いマリクの前に現れ、マリクの復讐（または、グールズ結成とバトルシティでの事件）の発端を作り出すなど、黒幕的な役割を見せる。その後の記憶編では遊戯たちを導き、最後には意外な役割を果たす。
第2作では王国でのペガサスとのデュエルを終えた遊戯の前に初めてその姿を現す。バトルシティでのバクラ戦を終えた直後のバトルシップに現れ、遊戯と2度目の対面をする。また、バトルシップから落ちそうになった本田と御伽を助けたりもした。上記の通り原作本編では生死さえ曖昧な存在だったが、記憶編で登場した時は「肉体は既に滅びている」「肉体はバクラの手により消滅させられた」と発言しており第2作では既に死亡していることが明かされている。
原作に準拠した映画『THE DARK SIDE OF DIMENSIONS』でも本編開始前に誕生したばかりのバクラによって殺害されていたことが明かされており、「シャーディー・シン」という本名も判明。生前は少年少女たちに「シン様」と呼ばれ慕われていた。

シンディア
声 - 水野理紗
故人。若き日のペガサス・J・クロフォードの恋人。
金髪の美しい容姿をした少女。14年前に資産家の父がペガサスの父と交流があった縁からペガサスと知り合う。ペガサスとは様々な夢を語り合い、生涯を誓い合う程の間柄へと発展したが、ペガサスが17歳になったばかりの頃に病に侵され、わずか17歳という若さでこの世を去った。彼女の死はペガサスの心に深い闇を作り上げ、やがて彼をマジック&ウィザーズの創作へと駆り立てることとなる。後にペガサスとシンディアの悲恋として、ペガサスの口からその存在が語られる。文庫版の後書きによればペガサス死亡後、天国でペガサスと再会したとされる。
英語版での名前はCecilia Pegasus。
アーサー・ホプキンス
声 - 小高三良
武藤双六のゲーム仲間の親友で、双六に「青眼の白龍」のカードを譲り渡した張本人の男性。
原作および第1作では名前は明らかにされておらず、写真のみの登場（1コマのみ）で、双六に「青眼の白龍」を譲った大切な友人であるとしか語られなかった。
第2作ではレベッカの祖父・教授という設定が加えられた上で登場。さらに、双六に渡した「青眼の白龍」が発端で、孫のレベッカと遊戯が争うこととなる。アメリカを舞台としたドーマ編とKCグランプリ編にも登場した。第2作では昔、エジプトで双六と一緒に探索に向かうが落盤事故に遭い、水を賭けて双六とデュエルすることになったが、自身が脱水状態で危険な状態を見抜いた双六がサレンダーし、水を分け与えてもらったことで絆を深めた、というエピソードが追加されている。アーサーの論文は人間とデュエルモンスターズとの関係性を示したもので、現実味を帯びない考えは学会では笑いの種らしいが、本作ではアーサーの考え方が正しいものとなっている。戦いの儀を終えて帰国した遊戯たちをレベッカと共に空港で出迎えた。
原作者の高橋和希はアーサーが青眼の白龍を所有していた理由として「ペガサスと知り合いで、彼から特別なカードとして1枚だけ譲り受けたのかもしれない」と推察している。
英語版での名前はArthur Hawkins。
イシュタール家先代長
声 - 安崎求
イシズとマリクの実父でリシドの養父。一人称は「私」。
マリクが老齢になったような容貌をしている。一族の伝統を重んじているが非常に厳格かつ冷酷な性格。養子のリシドを毛嫌いしており、実子のマリクに対しても一族の伝統を継いでいく者としか見ていないところがあり、同じように実子のイシズに対しても愛情は見られなかった。アニメ版では妻が生きていた頃は比較的穏やかに描かれており、妻の死により、変わってしまったような描写がなされた。
リシドがマリクを外に遊びに行かせた手伝いをしたことを知り、焼き鏝（アニメ版では鞭）を使って、リシドに制裁を与えるが、リシドが意識を失ったことで、闇マリクが覚醒。千年ロッドを手にした闇マリクに刺殺され、形見のイヤリングはマリクに受け継がれた。原作では闇マリクはリシドへの選別として殺害した父の背中の皮を剥がしたものを（一族の絆とその証として背中の刻印を求めたことがある）リシドに与えるという猟奇的な行動も見せた。
イシュタール夫人
声 - 日比野朱里
イシズとマリクの実母でリシドの養母。
リシドを拾った5年後にイシズを産み、その4年後にマリクを産んだが、その代償に命を落とす。夫とは違い、リシドのことも愛情を持って育てており、夫も妻に対しては優しげな様子を見せていた。
原作では顔は詳細には描かれなかったが、アニメ版では娘のイシズに似た容姿となっている。